# Plouescat
Plouescat ([pluɛskat]) est une commune française de Bretagne, située sur le littoral nord du département du Finistère. Le gentilé est Plouescatais, Plouescataise. La ville se situe à l'ouest du Léon. C'est aussi une station balnéaire réputée dans la région, qui attire de nombreux touristes.

## Géographie

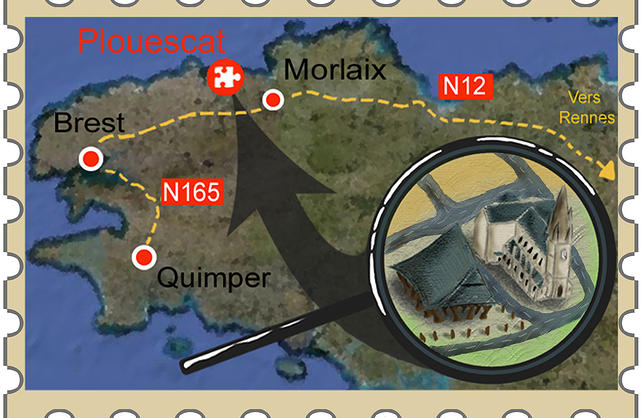
Localisation de Plouescat

### Localisation

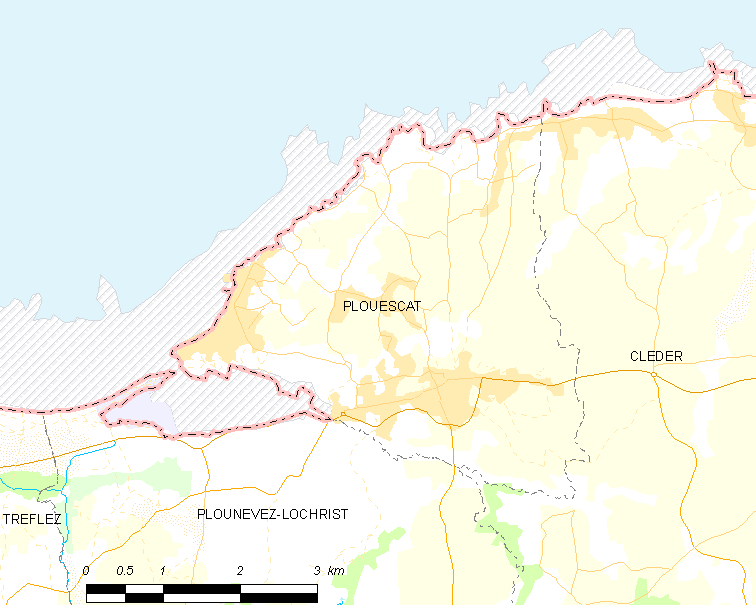
Carte de la commune de Plouescat

Plouescat (Ploueskad), chef-lieu du canton, fait partie de l'arrondissement de Morlaix. C'est une commune du nord Finistère (Penn-ar-Bed), située en bordure de la Manche, dans le pays de Léon, sur la Côte des Sables, à la limite de la Côte des Légendes.
Elle est séparée de Plounévez-Lochrist (Gwinevez) par le Keralle, petit fleuve côtier qui prend sa source à Saint-Vougay et se jette dans la Baie du Kernic, à Pont-Christ en Plouescat ; à l'Est, la commune est limitrophe de Cléder.
Le finage communal forme, du moins dans sa partie occidentale, une presqu'île limitée au nord par la Manche et au sud par l'Anse du Kernic ; sa pointe occidentale se trouve à Porz Meur.
| La Manche | La Manche          | La Manche |
| La Manche | Plouescat          | Cléder    |
|           | Plounevez-Lochrist |           |

### Géologie et relief
Le relief de la commune est relativement plat, les altitudes allant du niveau de la mer jusqu'à 56 mètres dans la partie orientale de la commune près de la Départementale 10 à Creac'h ar Vren ; le bourg se trouve sur une éminence modeste, vers 30 mètres d'altitude, à l'écart de la côte, restée longtemps peu peuplée (avant la périurbanisation littorale qui s'est développée surtout dans la seconde moitié du XXe siècle) et bordée principalement de dunes basses, sensibles à l'érosion, en dépit des enrochements et blocs de béton érigés çà et là pour protéger le littoral. L'altitude diminue jusqu'à quelques mètres seulement dans la vallée du Keralle, à la limite sud du finage communal.
La commune est classée en zone de sismicité 2, correspondant à une sismicité faible.
Le granit(e) de Plouescat a été exploité en carrières (carrière dite des Dunes), notamment vers la fin du XIXe siècle, servant alors par exemple pour la construction de l'église de Plouescat et pour le dallage de la chapelle Notre-Dame du Kreisker à Saint-Pol-de-Léon.

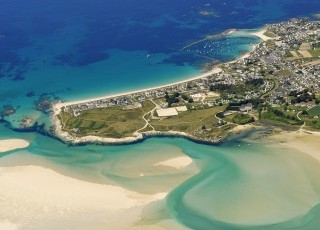
Vue aérienne de Plouescat : au premier plan la baie du Kernic, à l'arrière-plan la Manche.
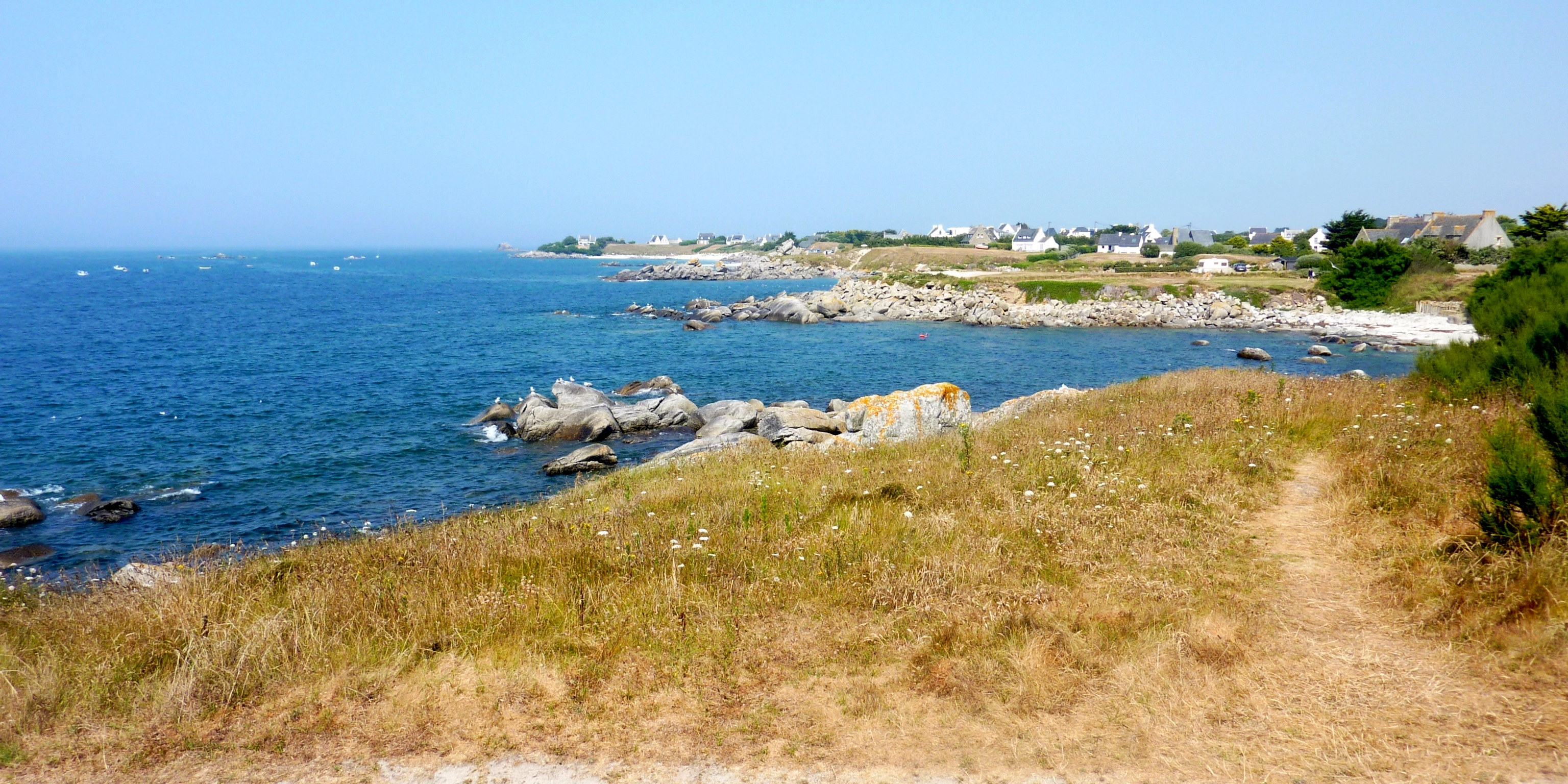
Plouescat : vue du littoral de la Manche
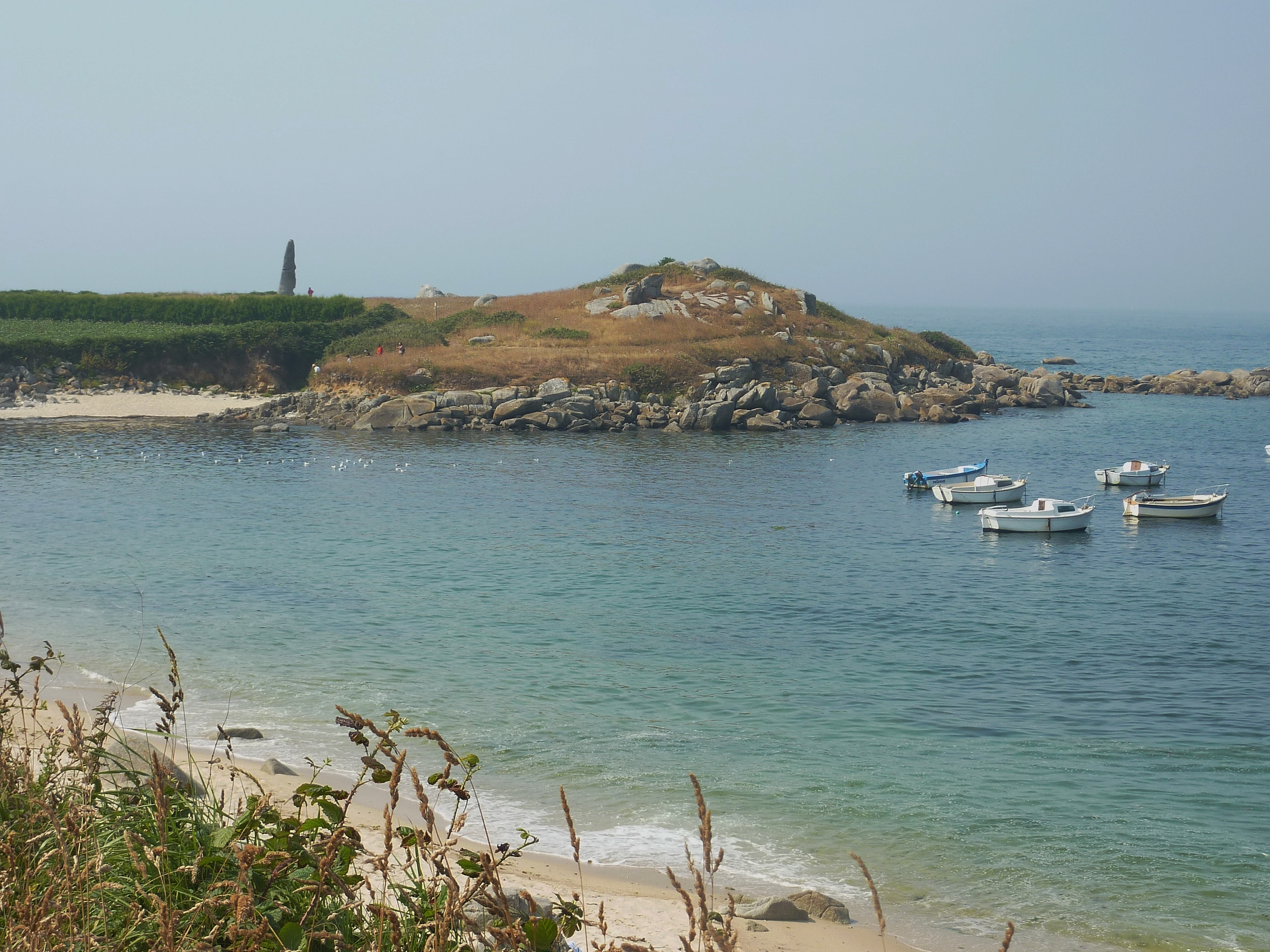
La pointe de Porznéjen et le menhir de Cam Louis
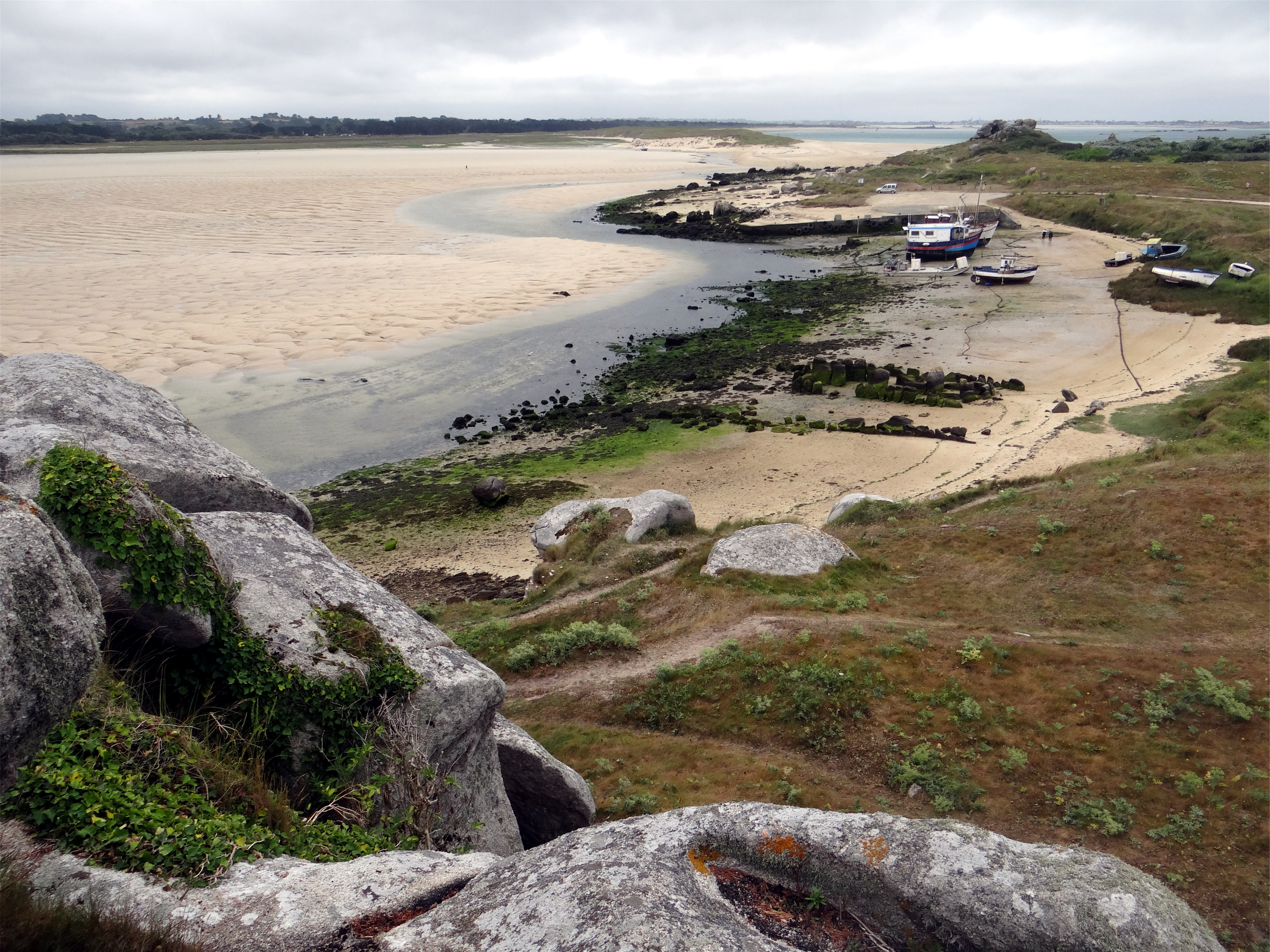
La baie du Kernic
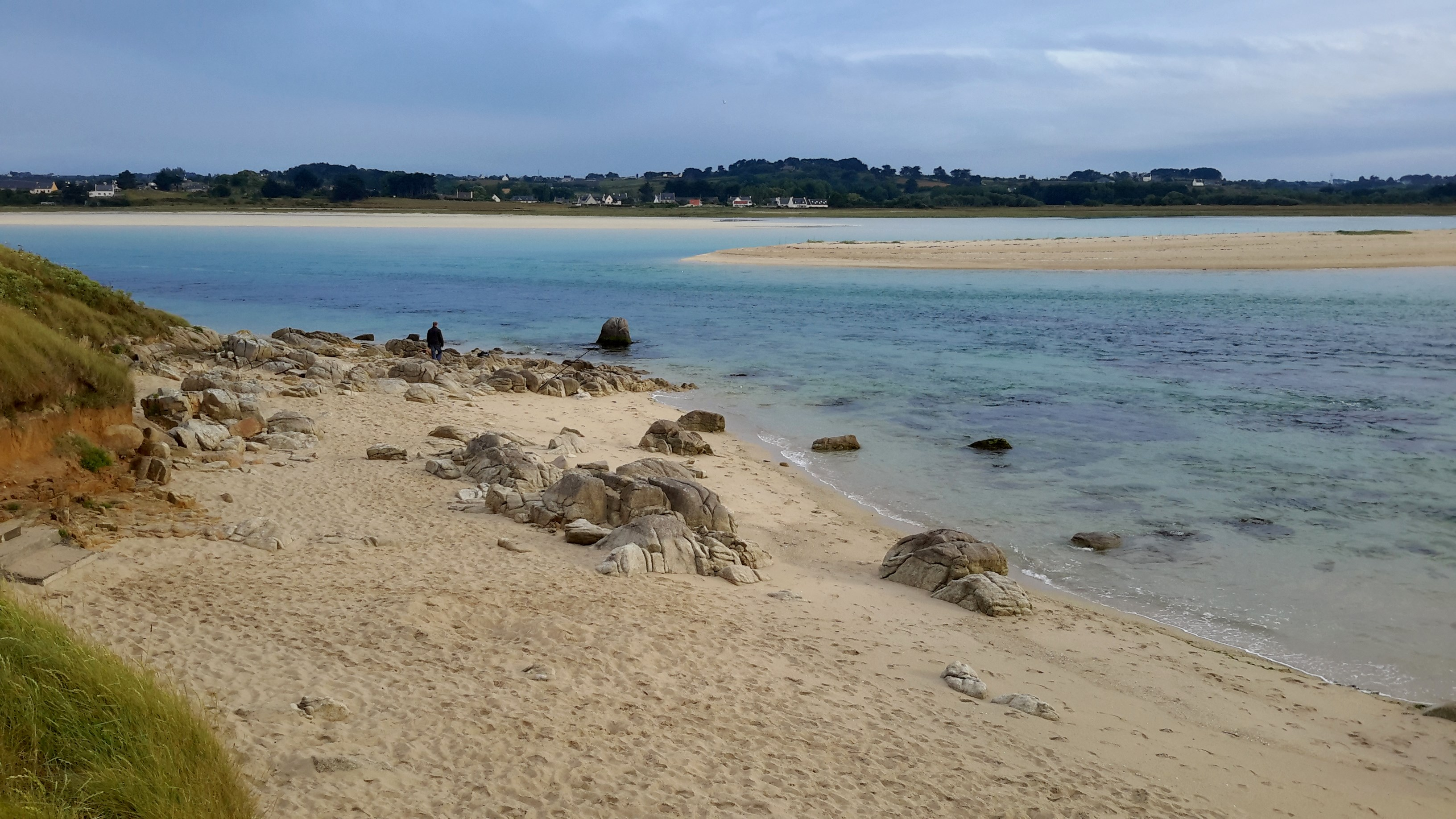
La baie du Kernic vue de Pen an Théven
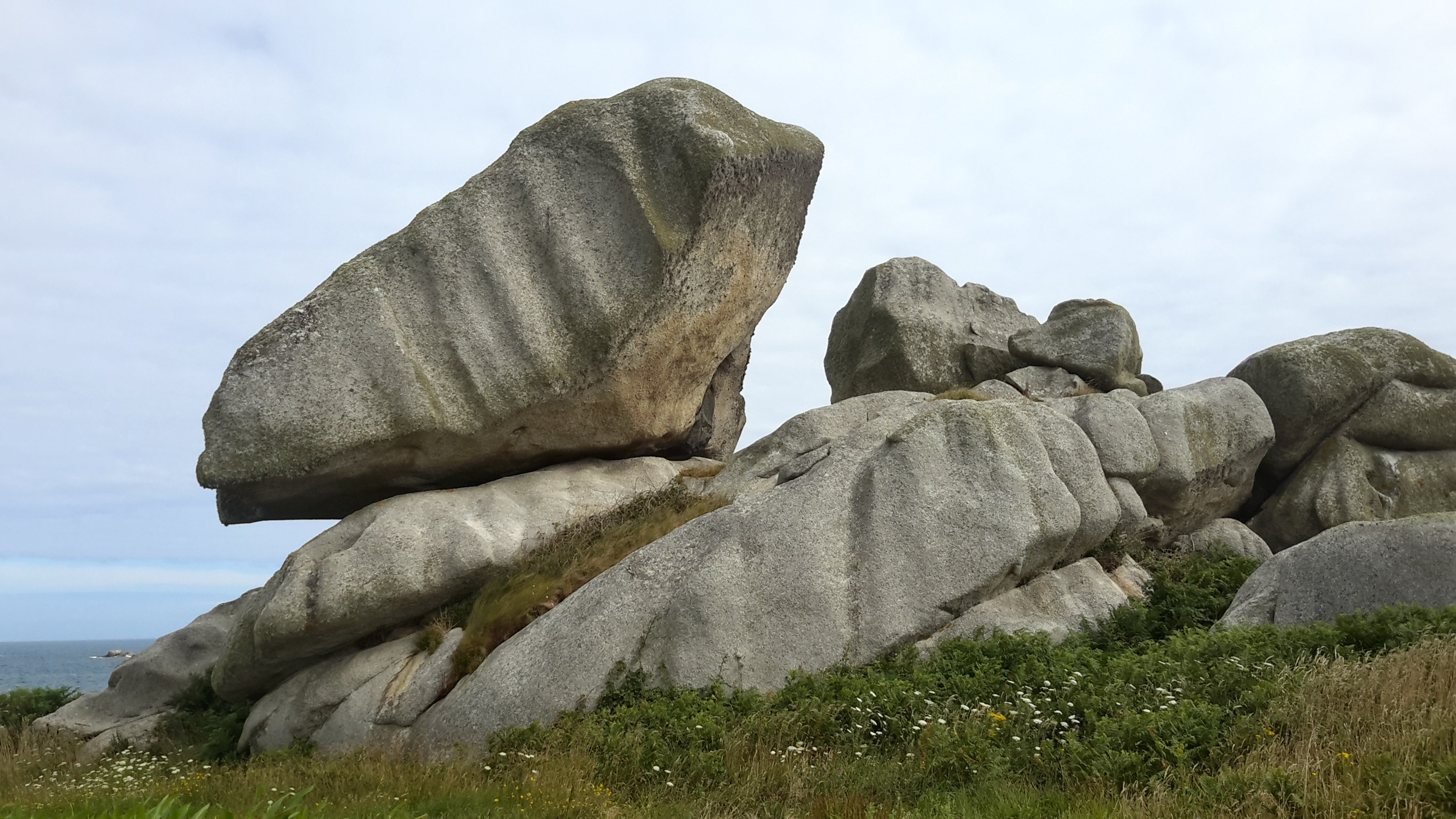
Roc'h Men Goubars
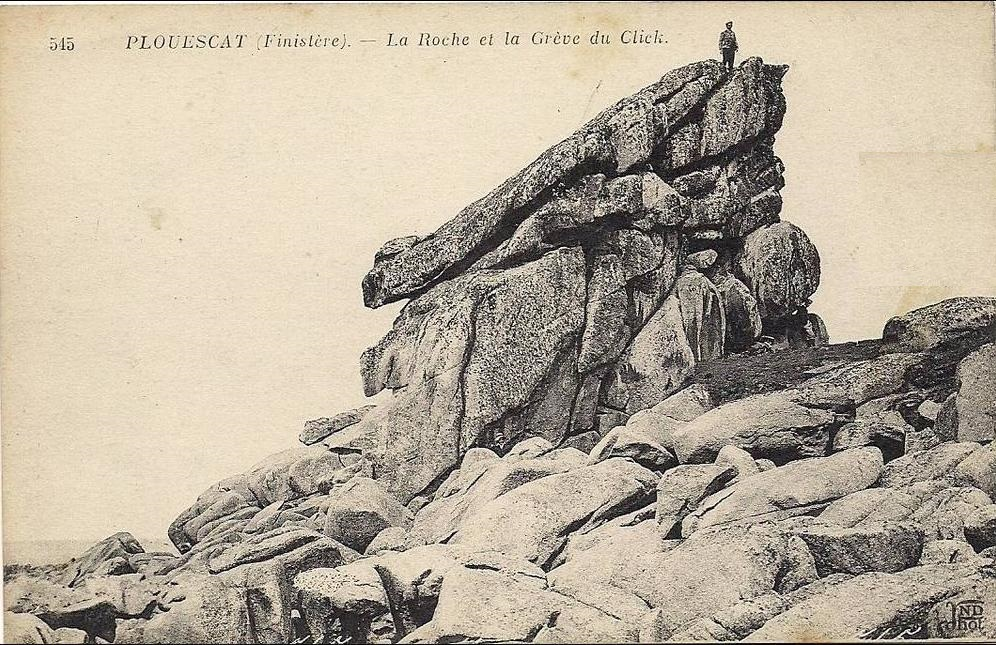
Le rocher du Click vers 1910 (carte postale ND photo)

### Hydrographie
Pour un article plus général, voir Réseau hydrographique du Finistère.
La commune est située dans le bassin Loire-Bretagne. Elle est drainée par le Kerallé, le Kerrus et divers autres petits cours d'eau,.
Le Kerallé, d'une longueur de 16 km, prend sa source dans la commune de Saint-Vougay et se jette  dans la Manche sur la commune et de Plounévez-Lochrist, après avoir traversé quatre communes. 

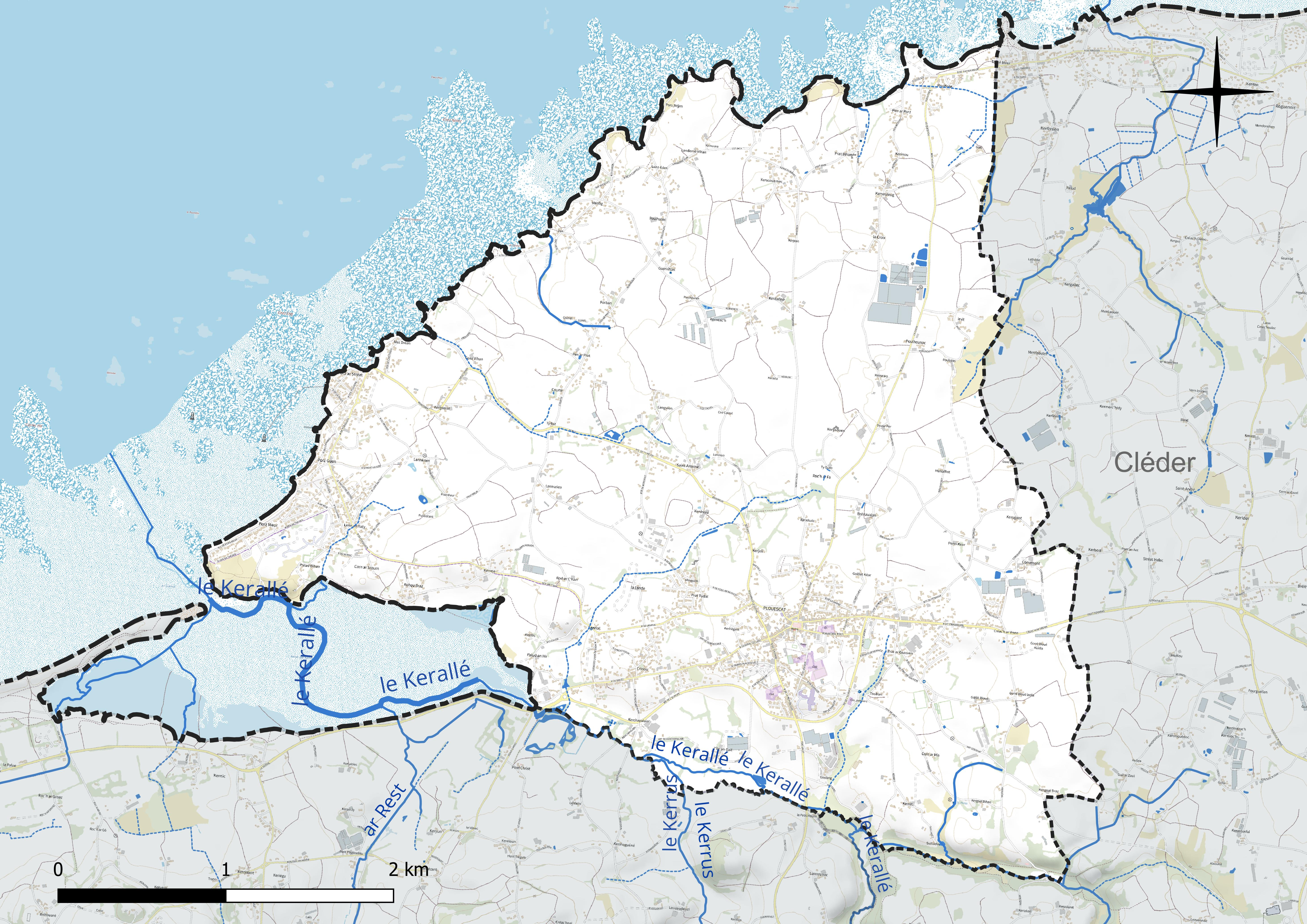
Réseau hydrographique de Plouescat.

Le Kerrus, d'une longueur de 10 km, prend sa source dans la commune de Lanhouarneau et se jette  dans le Kerallé sur la commune. 

### Climat
Pour des articles plus généraux, voir Climat de la Bretagne et Climat du Finistère.
En 2010, le climat de la commune est de type climat océanique franc, selon une étude du CNRS s'appuyant sur une série de données couvrant la période 1971-2000. En 2020, Météo-France publie une typologie des climats de la France métropolitaine dans laquelle la commune est exposée à un climat océanique et est dans la région climatique Finistère nord, caractérisée par une pluviométrie élevée, des températures douces en hiver (6 °C), fraîches en été et des vents forts. Parallèlement l'observatoire de l'environnement en Bretagne publie en 2020 un zonage climatique de la région Bretagne, s'appuyant sur des données de Météo-France de 2009. La commune est, selon ce zonage, dans la zone « Littoral », exposée à un climat venté, avec des étés frais mais doux en hiver et des pluies moyennes.
Pour la période 1971-2000, la température annuelle moyenne est de 11,6 °C, avec une amplitude thermique annuelle de 9,3 °C. Le cumul annuel moyen de précipitations est de 949 mm, avec 15,8 jours de précipitations en janvier et 7,6 jours en juillet. Pour la période 1991-2020, la température moyenne annuelle observée sur la station météorologique la plus proche, située sur la commune de Saint-Servais à 16 km à vol d'oiseau, est de 11,6 °C et le cumul annuel moyen de précipitations est de 1 160,4 mm,. Pour l'avenir, les paramètres climatiques de la commune estimés pour 2050 selon différents scénarios d'émission de gaz à effet de serre sont consultables sur un site dédié publié par Météo-France en novembre 2022.

### Les paysages
- Le paysage naturel

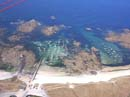
Vue aérienne sur la baie du Kernic.

Plouescat a un littoral de près de 13 km de long où se succèdent plages de sable fin, massifs dunaires, blocs de granit(e) érodés par les âges et une baie où s'entremêlent vasières et vastes bancs de sable.
"L'anse du Kernic" ou "baie de Kernic", ensablée, accueille à marée basse de nombreuses variétés d'oiseaux ; aussi, ce site est très prisé des ornithologues et chasseurs d'images. Sur toute la côte, le granit(e) offre des formes étranges et fantastiques, tandis qu'en mer, certains îlots sont le refuge des cormorans, des goelands ou même des phoques. Elle abrite une fois l'an, lors des grandes marées du mois d'août, un hippodrome marin temporaire ; les tribunes, la piste, le restaurant, les guichets des paris sont montés, puis démontés, en quelques heures.
Les dunes de Porsmeur et Poulfoën abritent une flore remarquable et très spécifique.
À l'intérieur des terres, les paysages changent, faisant place à la grande digitale pourpre, à l'ajonc et ses fleurs jaunes, et au nombril de Vénus avec ses feuilles longues et charnues qui ornent les murs.
- Les paysages agricoles

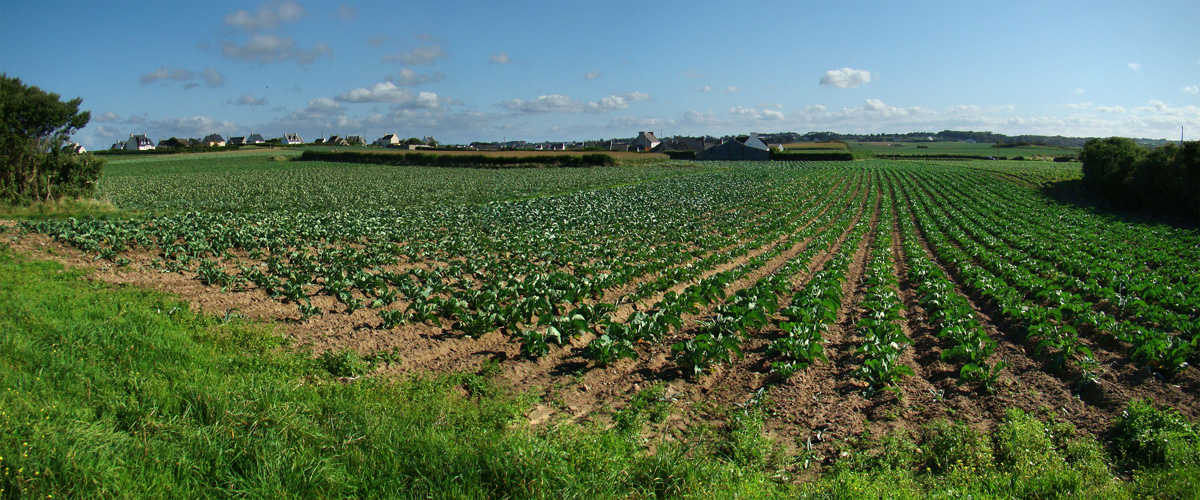
Champ d'artichauts à Plouescat

Situé en pleine Ceinture dorée, Plouescat bénéficie d'une situation géographique favorable à la production de légumes en plein champ. En effet le Gulf Stream, courant chaud qui remonte l'Atlantique, baigne les rivages et permet d'éviter les amplitudes thermiques importantes.
Depuis plus d'un siècle, le chou-fleur et l'artichaut sont les deux légumes phares de la ville, avec l'oignon rose de Roscoff (protégé par une AOP), l'échalote, le brocoli, le 'romanesco', la courgette, la tomate, la pomme de terre et la fraise, lesquels sont cultivés par des maraîchers répartis sur une trentaine d'exploitations agricoles.
L'organisation des marchés a vu le jour grâce à la volonté de quelques producteurs qui ont créé la SICA (Société d'intérêt collectif agricole) dont le siège est à Saint-Pol-de-Léon.
- L'habitat traditionnel

Félix Benoist décrit ainsi en 1867, l'habitat traditionnel :

« Rien de pittoresque comme les côtes de Plouescat, où chaque maison de riverain s'adosse et se confond avec un bloc de rocher. Partout, dans la campagne, des villages fantastiques, dont un dolmen figure la chapelle et un menhir le clocher (...). La surface de ces pierres, usée par les siècles, est couverte de lichens et de mousse. Les principales se remarquent près des villages de Gorrebloué [Gorré Bloué], Penanportz, Kerouara, Lannurien et Lanrial. »

— Félix Benoist, La Bretagne contemporaine

### Modernisation
En 1978, la ville se vit attribuer le label de station balnéaire, ce qui entraîna l'agrandissement du port de Porsguen [Porz Gwen] lequel s'équipe dès lors et bénéficie d'un centre nautique. Dans le même temps, l'agriculture se diversifie et se réorganise en profondeur.
La population locale dispose de cinq écoles, une maison de retraite, des infrastructures sportives, de nombreuses associations, etc. Les estivants disposent de trois campings, de nombreux gîtes ruraux, de 550 résidences secondaires, d'un port de pêche et de plaisance, d'hôtels et restaurants et d'un casino...

### Voies de communication et transports
Le territoire de la commune est desservi par trois routes départementales, le D10, la D30 et la D330.
La commune se trouve à une vingtaine de kilomètres au nord de la route nationale 12 de Rennes à Brest (également route européenne 50 sur cette portion).
Le port de Porsguen [Porz Gwen], naguère port goémonier et de pêche, est devenu également un port de plaisance désormais. Sa digue, longue de 93 mètres, a été édifiée en 1909 ; le port a été réaménagé après la Seconde Guerre mondiale.

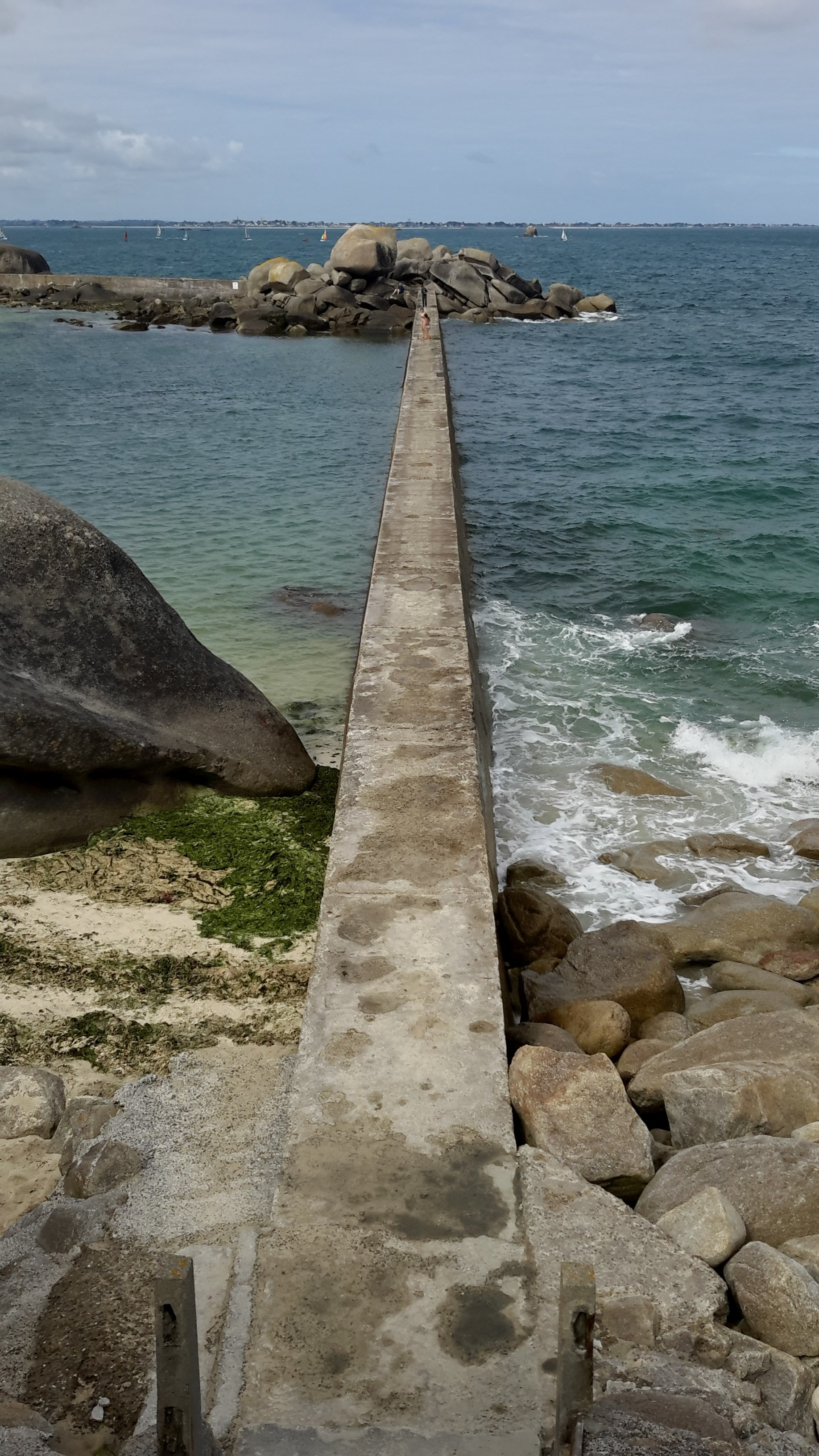
La digue nord du port de Porsguen
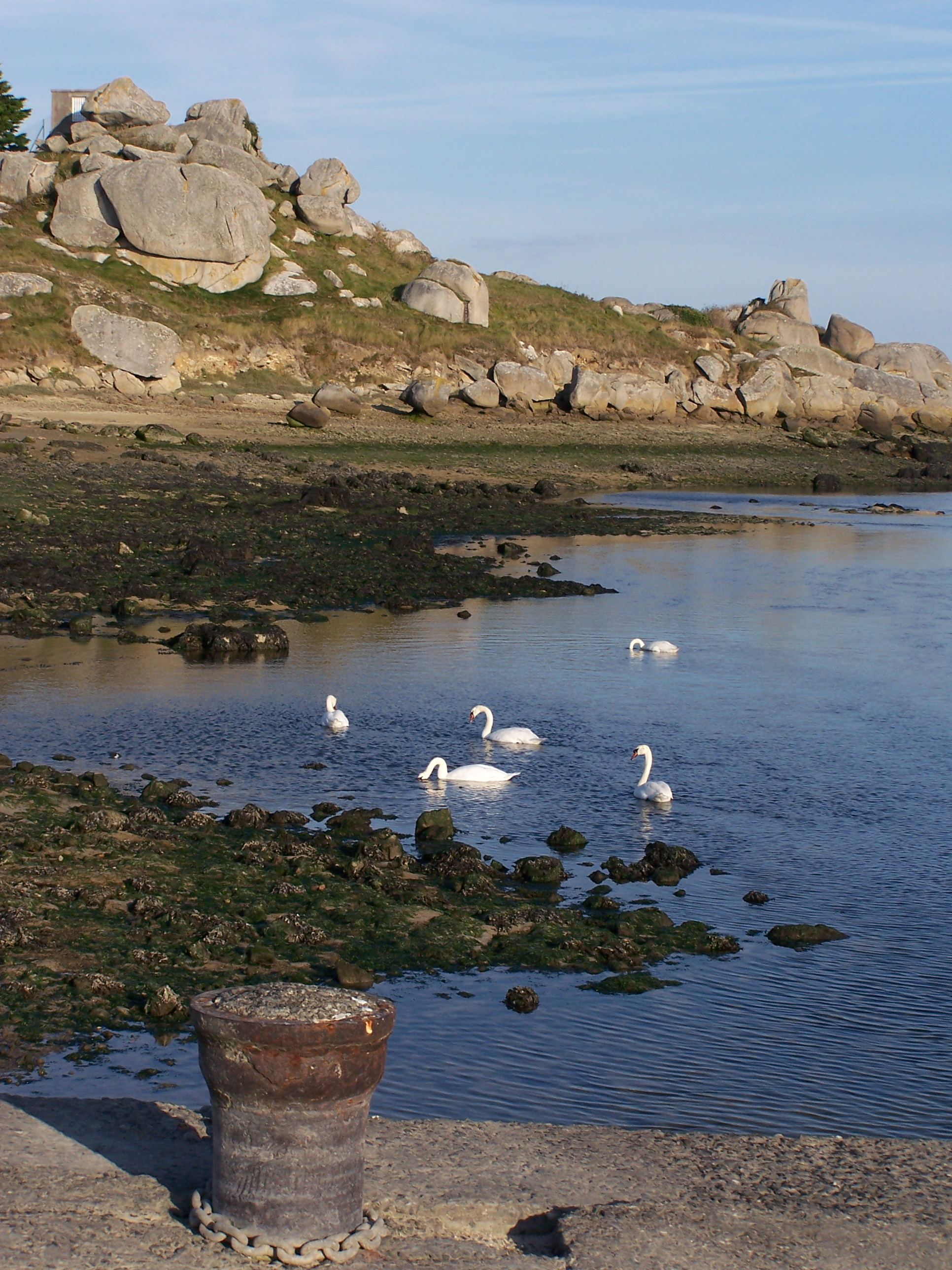
Vue de la baie du Kernic depuis le petit port de Guinirvit.

## Urbanisme

### Typologie
Au 1er janvier 2024, Plouescat est catégorisée bourg rural, selon la nouvelle grille communale de densité à 7 niveaux définie par l'Insee en 2022.
Elle appartient à l'unité urbaine de Plouescat, une unité urbaine monocommunale constituant une ville isolée,. La commune est en outre hors attraction des villes,.
La commune, bordée par la Manche, est également une commune littorale au sens de la loi du 3 janvier 1986, dite loi littoral. Des dispositions spécifiques d'urbanisme s'y appliquent dès lors afin de préserver les espaces naturels, les sites, les paysages et l'équilibre écologique du littoral, tel le principe d'inconstructibilité, en dehors des espaces urbanisés, sur la bande littorale des 100 mètres, ou plus si le plan local d'urbanisme le prévoit.

### Occupation des sols
L'occupation des sols de la commune, telle qu'elle ressort de la base de données européenne d'occupation biophysique des sols Corine Land Cover (CLC), est marquée par l'importance des territoires agricoles (79 % en 2018), en diminution par rapport à 1990 (83,2 %). La répartition détaillée en 2018 est la suivante :
terres arables (53,7 %), zones agricoles hétérogènes (20,7 %), zones urbanisées (20,6 %), prairies (4,5 %), zones humides côtières (0,4 %). L'évolution de l'occupation des sols de la commune et de ses infrastructures peut être observée sur les différentes représentations cartographiques du territoire : la carte de Cassini (XVIIIe siècle), la carte d'état-major (1820-1866) et les cartes ou photos aériennes de l'IGN pour la période actuelle (1950 à aujourd'hui).

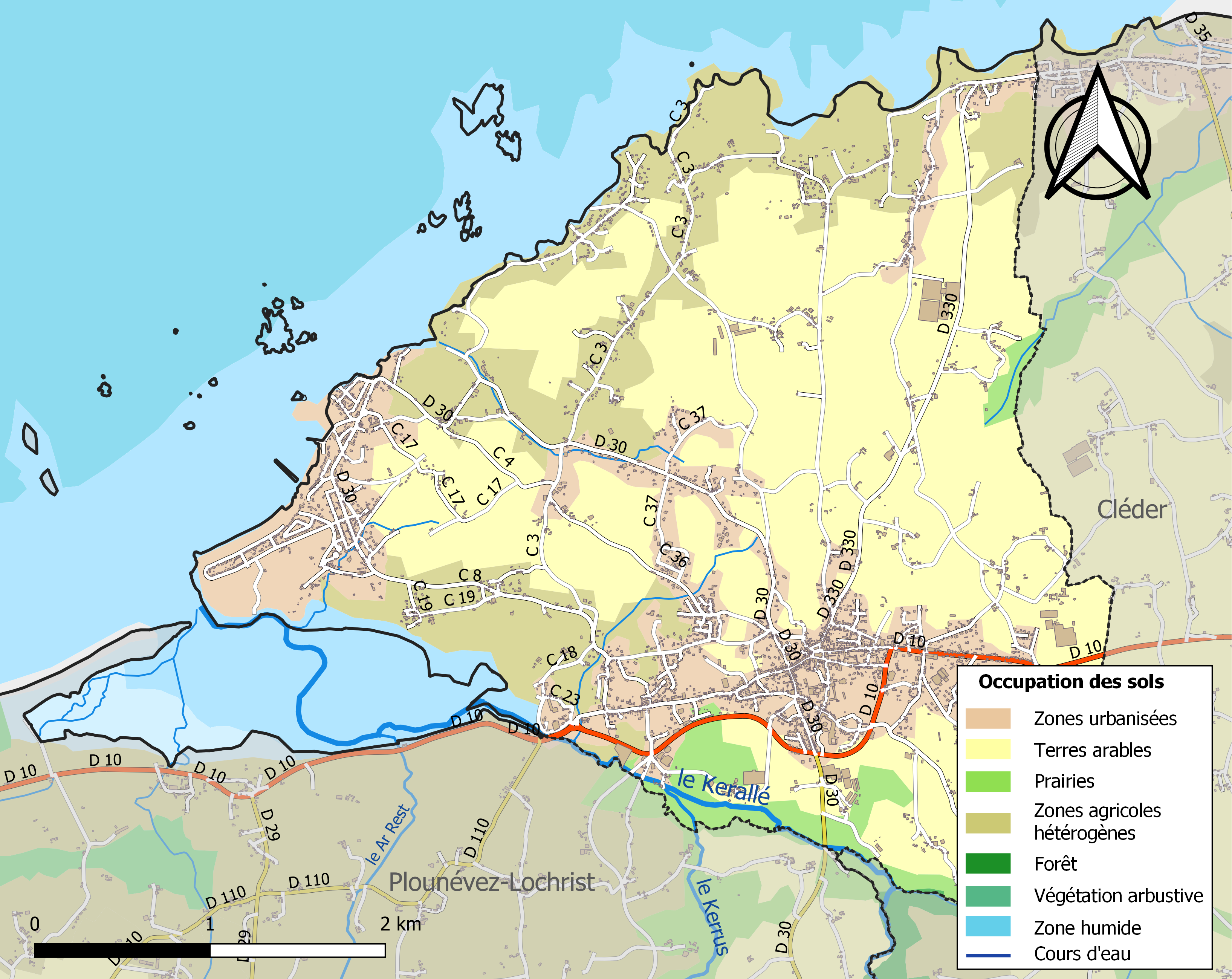
Carte des infrastructures et de l'occupation des sols de la commune en 2018 (CLC).

### Logement
En 2013, le nombre total de logements dans la commune était de 2 536.
Parmi ces logements, 65 % étaient des résidences principales, 26,1 % des résidences secondaires et 8,9 % des logements vacants.
La part des ménages propriétaires de leur résidence principale s'élevait à 77 %.

## Toponymie
Plouescat, chef-lieu du canton, fait partie de l'arrondissement de Morlaix (Montroulez en breton).
Le nom de Plouescat vient du mot vieux breton ploe qui veut dire paroisse et d'un second élément sur lequel les auteurs ne s'accordent pas. Pour Bernard Tanguy, il s'agirait du nom propre Resgat, tandis que Joseph Loth y voit le nom iudcat que l'on retrouve dans le nom de Laniscat, le r étant noté par erreur à la place d'un i dans les attestations anciennes. Le nom pourrait aussi provenir de saint Ergat.
On note les graphies suivantes au cours des siècles :
- Ploeresgat en 1282,
- Pleuréesquet en 1308,
- Ploerezcat vers 1330 et en 1426,
- Ploezcat en 1467.

## Histoire

### Héraldique
| Blason de Plouescat | Blason  | De gueules à deux cartouches ovales d'argent (d'or) accolés, reliés en chef et en pointe par des cordelières de sable et sommés d'une couronne de comte d'or, celui de dextre d'argent au lion de sable, celui de senestre d'argent au pin de sinople terrassé du champ soutenu par deux cerfs rampants et affrontés de sable; le tout enfermé dans une filière d'or. |
| Blason de Plouescat | Détails | Le statut officiel du blason reste à déterminer. |
| Blason de Plouescat | Alias   | Écartelé: aux 1er et 4e d'azur à la fasce d'argent accompagnée en chef d'un dextrochère d'or sur lequel est perché un oiseau du même, aux 2e et 3e de gueules au fermail d'or. |

### Préhistoire

#### Le Paléolithique
Diverses armes et autres outils lithiques ont été découverts, attestant ainsi que le littoral armoricain a attiré des humains aux temps préhistoriques vers 80 000 av. J.-C.

#### Le Néolithique

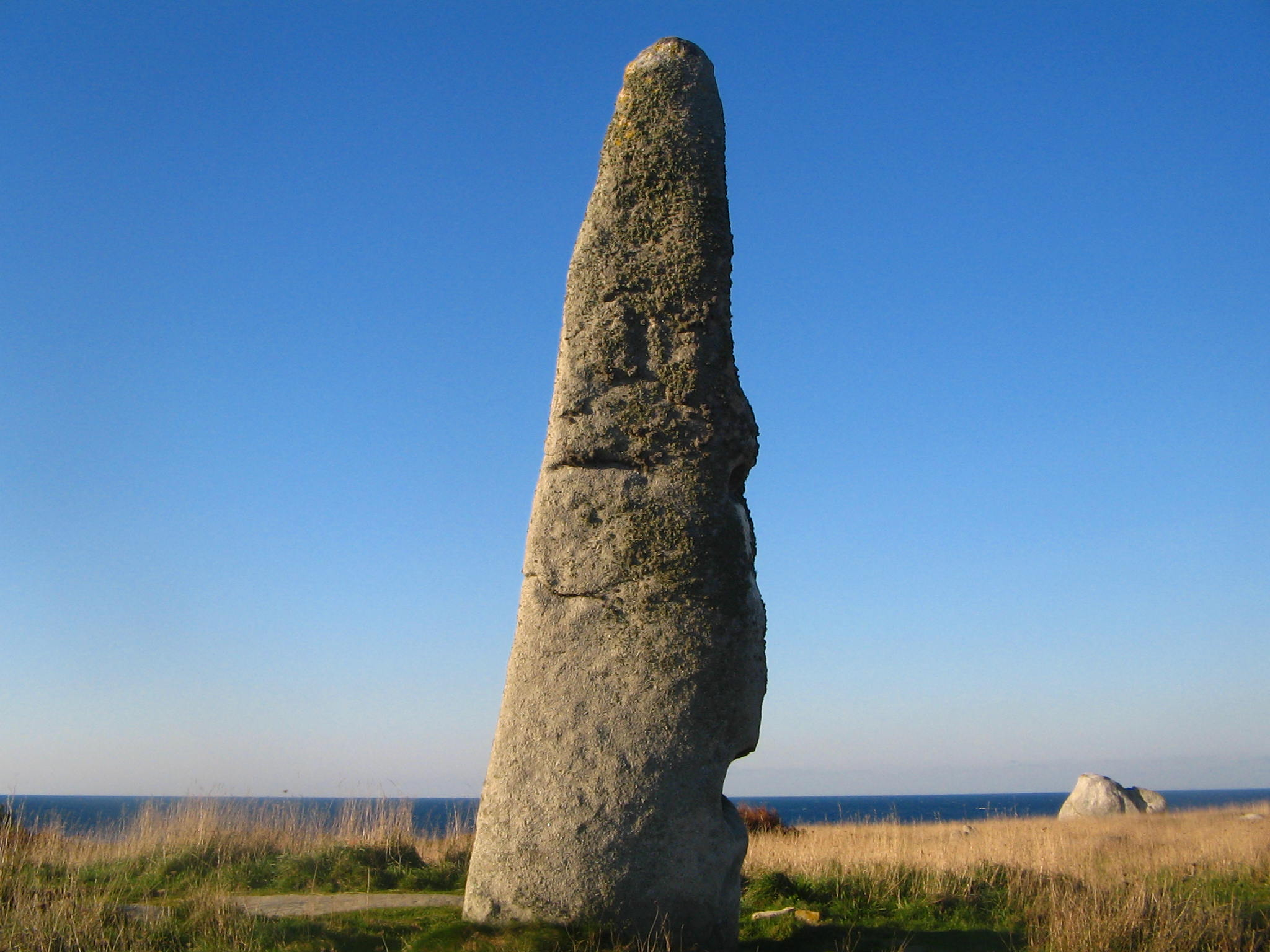
Menhir de Cam Louis.

Le dépôt tourbeux de la plage de Porsguen [Porz Gwen], daté de 4 200 à 3 400 ans a livré une faune de vertébrés : equus asinus, ovis aries, et du matériel archéologique attribuable au néolithique et à l'âge du bronze (ce dépôt illustre les variations du niveau de la mer, puisque cet endroit était alors recouvert de végétation). L'analyse pollinique a mis en évidence un type d'agriculture pratiquant le défrichement par le feu, la mise en pâture, puis en culture.
Différents monuments mégalithiques comme des menhirs ou des dolmens attestent la sédentarisation de peuples primitifs datant de 3 000 ans av. J.-C.
Une allée couverte, située à Guinirvit en baie du Kernic, a fait l'objet de fouilles archéologiques dans les années 1980. Le menhir de Cam Louis, haut de 7 mètres, sert d'amer pour les navigateurs.

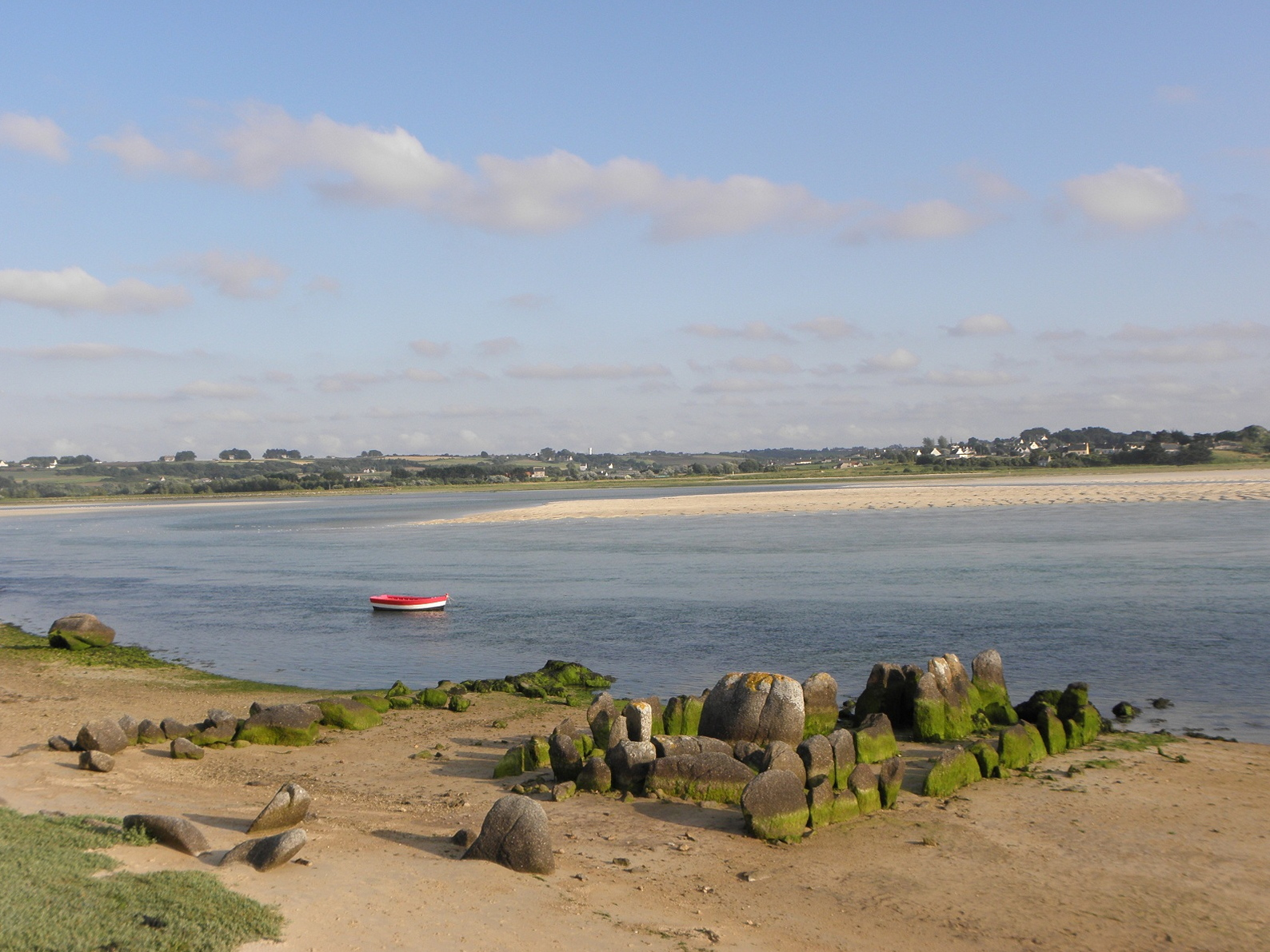
L'allée couverte de Guinirvit, sur l'estran, à demi-ruinée.
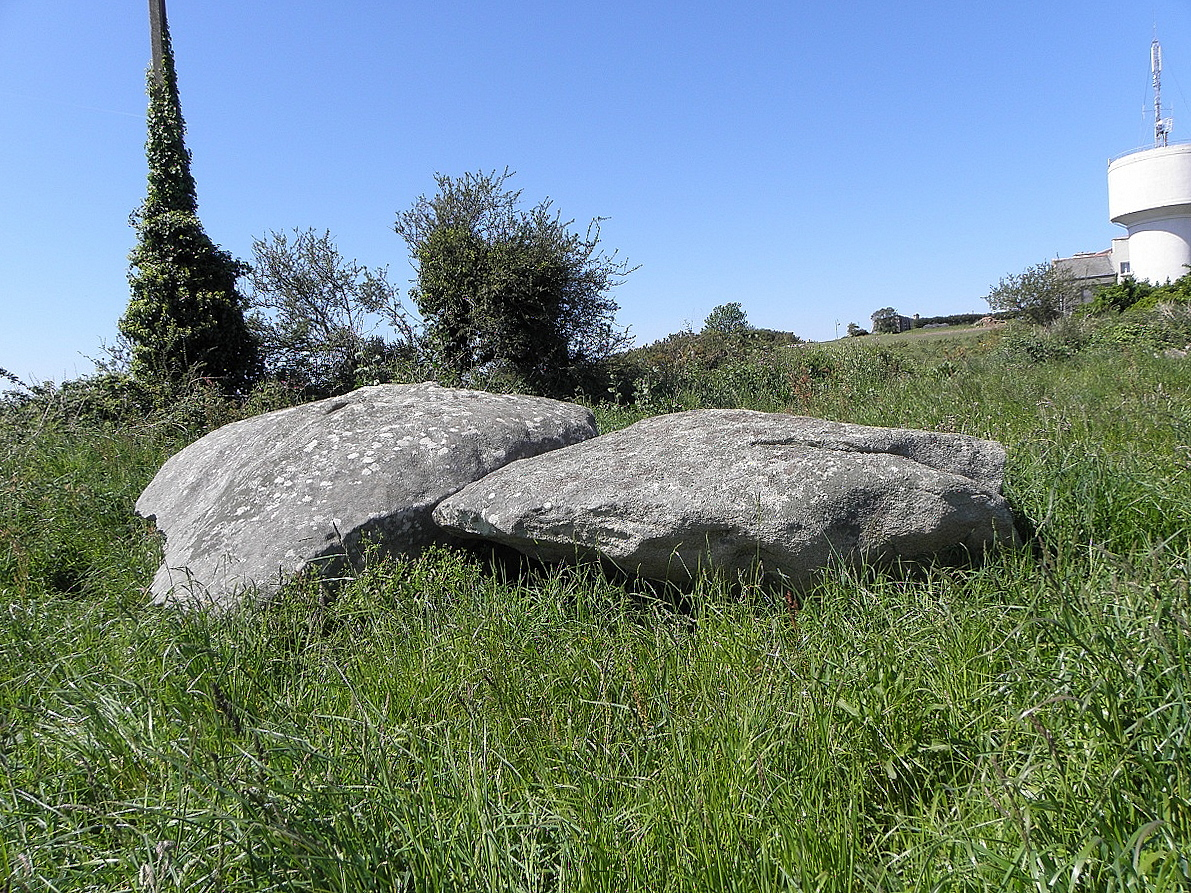
Le dolmen de Créac'h-ar-Vren.
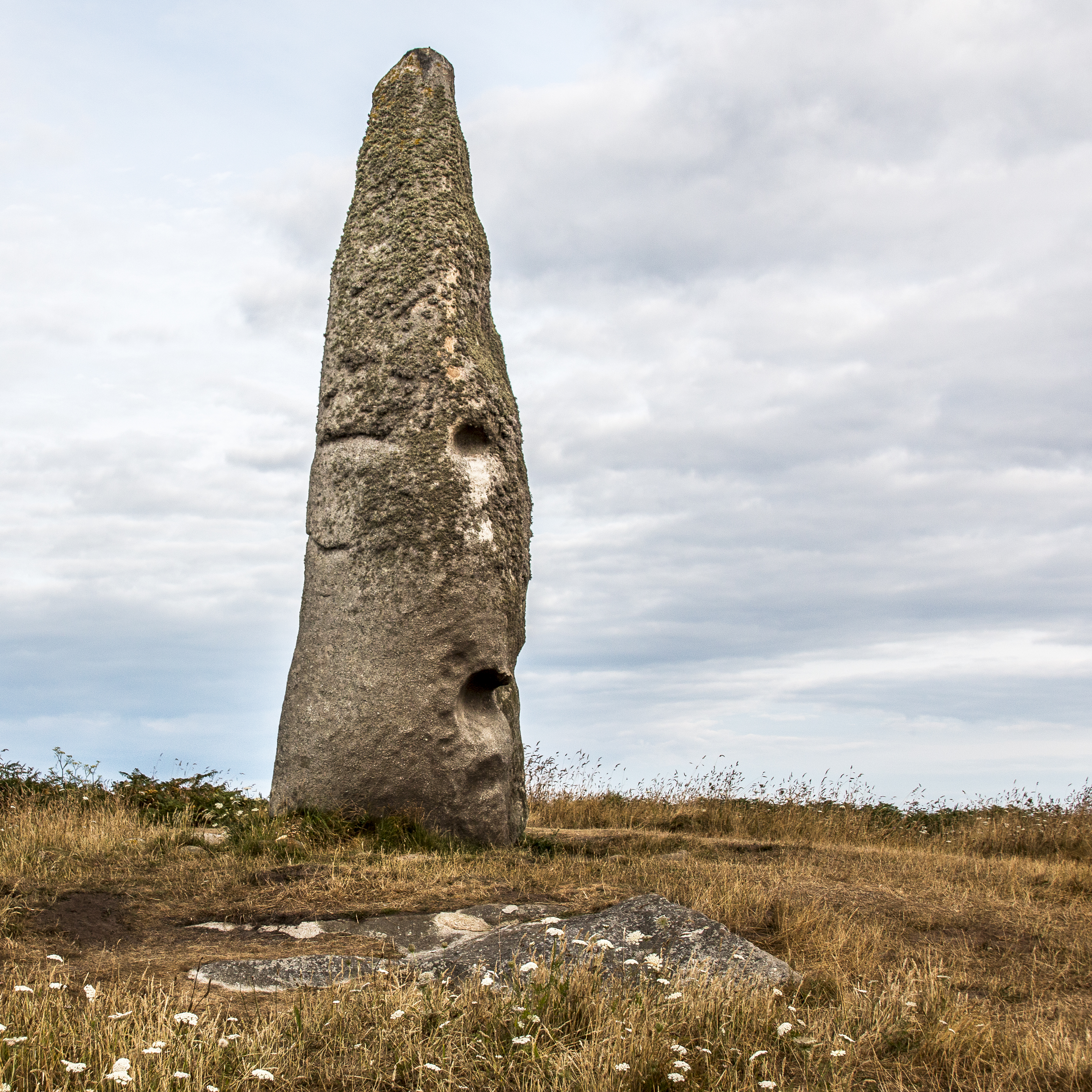
Le menhir de Cam Louis.
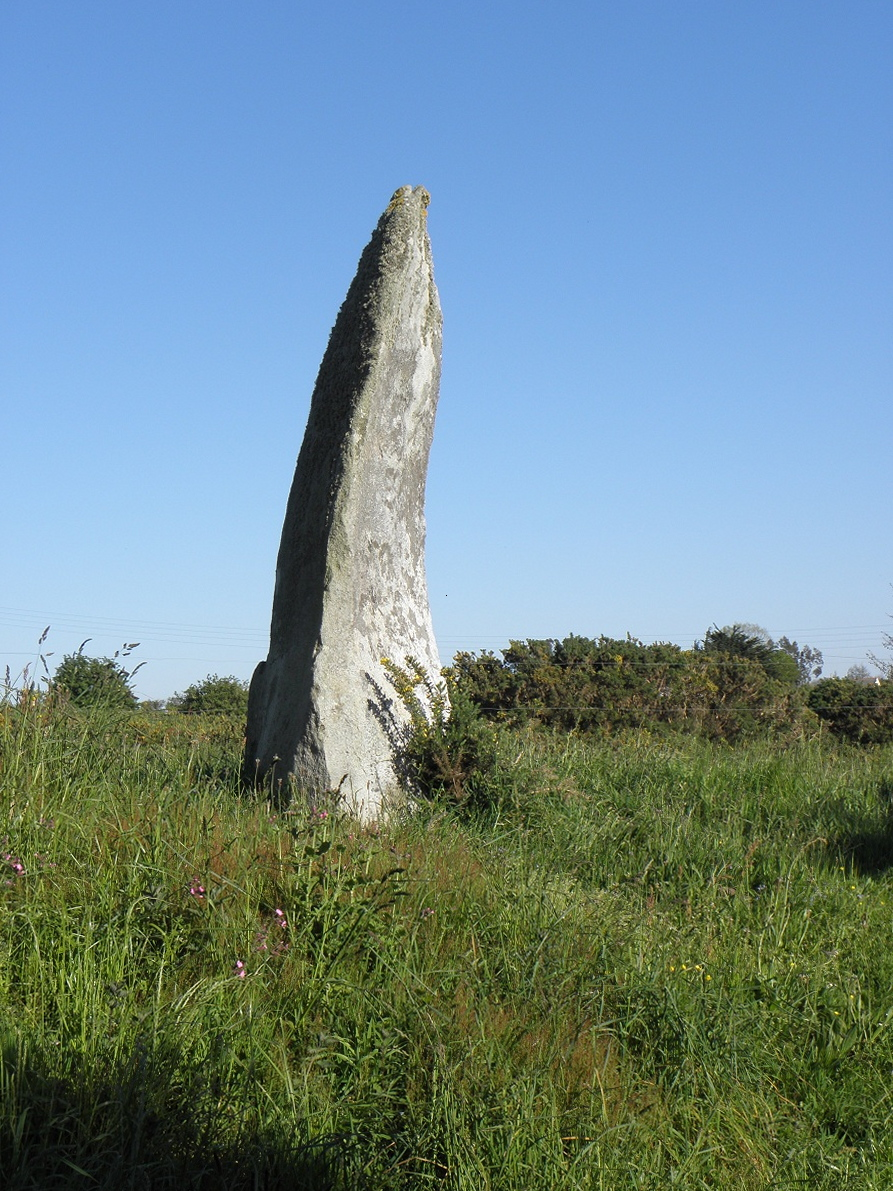
Le menhir de Couinandré.
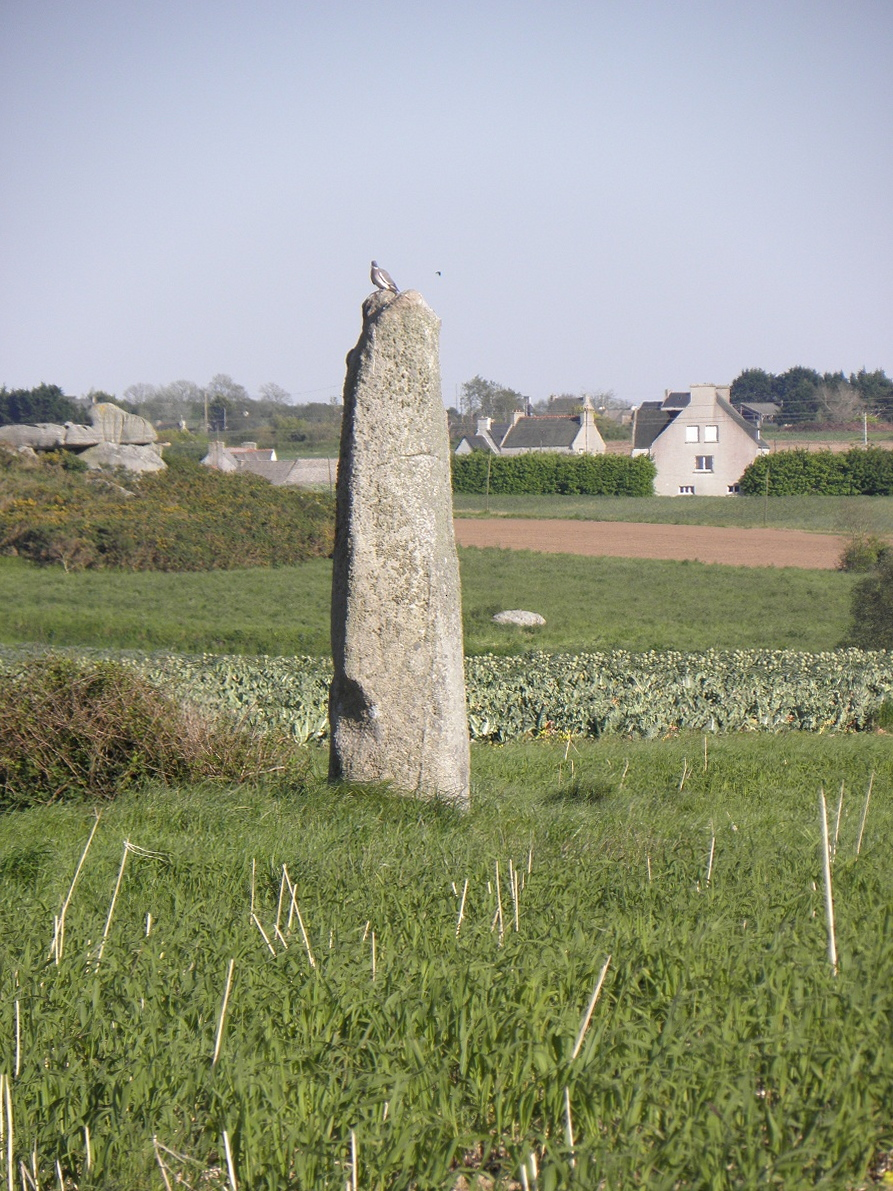
Le menhir d'Irvit.
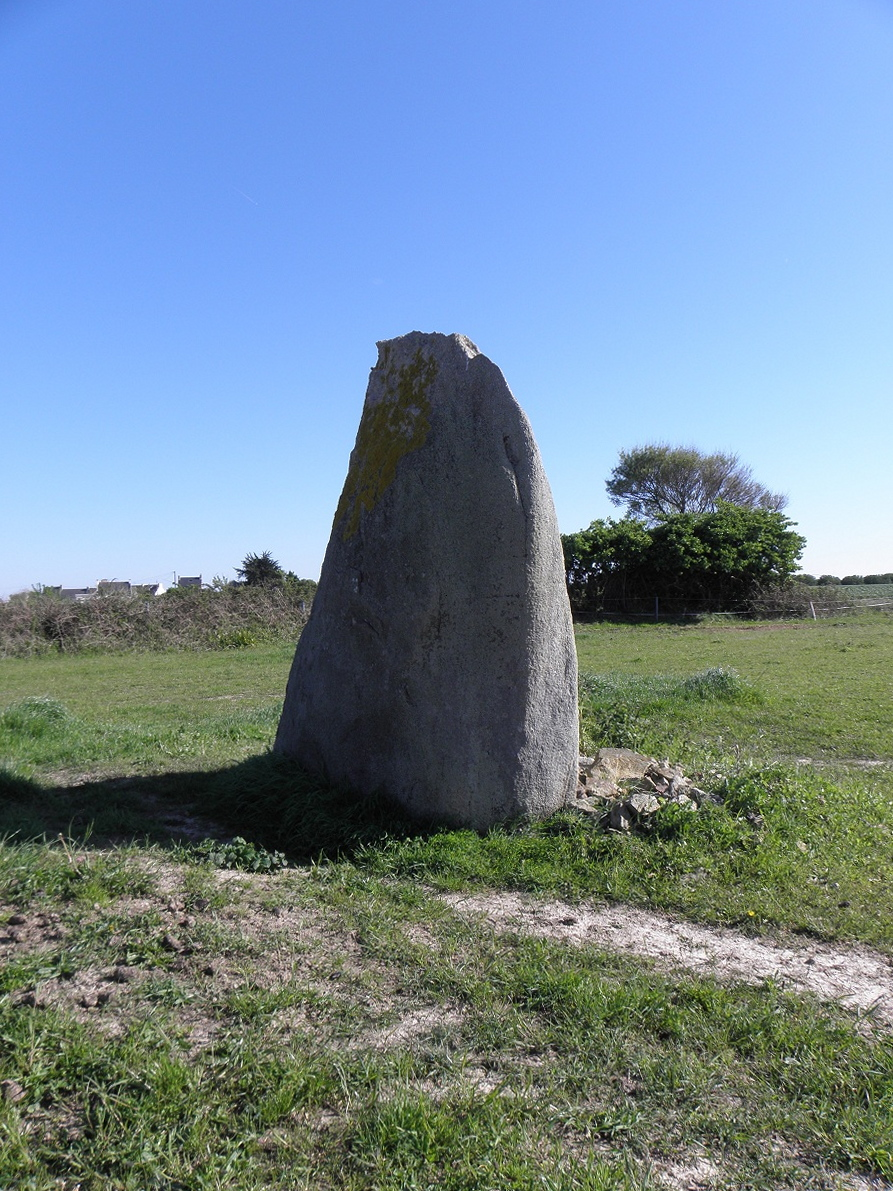
Le menhir du Prat Meur.

Il est à signaler que le menhir de Cam Louis, mesurant plus de 7 mètres de hauteur, est le septième de France de par sa taille.

### L'époque romaine
Les légions romaines après l'écrasement de la flotte des Vénètes vers 56 av. J.-C. essaiment au pays des Osismes (Nord-Finistère actuel), s'installent et construisent un balneum (thermes) datant du IVe siècle, au nord de la ville.

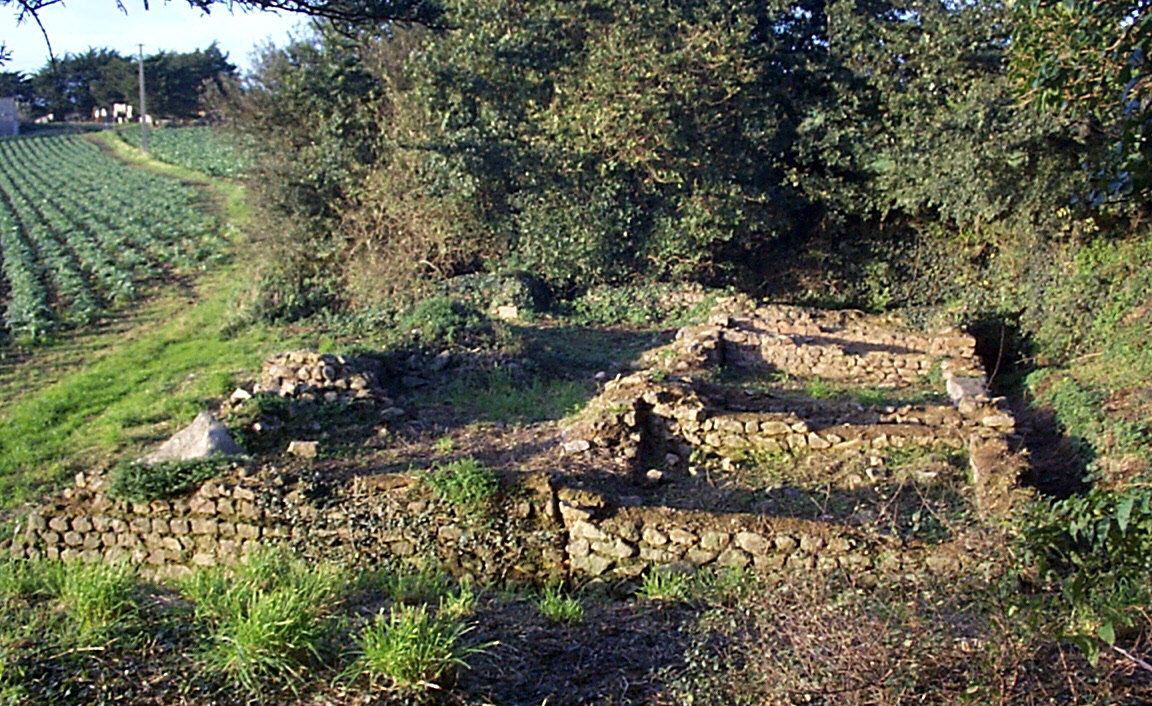
Les thermes gallo-romains de Gorré Bloué

### Le Moyen Âge
Au haut Moyen Âge, Plouescat est une ancienne paroisse bretonne, dont le territoire englobait aussi Cléder et Sibiril. La paroisse de Plouescat se trouvait alors sous la direction de l'évêché de Léon.
Avec la christianisation de la population locale par les moines irlandais apparaissent les premières mentions de la paroisse POESREZ-GAT en 1282 (année de la première mention connue du nom de la paroisse), qui deviendra PLOEZCAT en 1467.
La toponymie indique l'existence d'un gored (piège à poisson) au lieu-dit ar Gored.
La seigneurie de Saint-Georges (la famille de Saint-Georges est présente aux montres et réformations entre 1427 et 1481) s'étendait aussi en Plougoulm, Plounévez-Lochrist et Minihy du Léon ; cette famille se fondit par mariage dans celle de Kersauson à la fin du XVe siècle, en raison du mariage de Paul de Kersauson avec Sibille de Saint-Georges. La seigneurie de Mesguen se fondit elle aussi dans la famille de Kersauson en raison du mariage de Paul de Kersauson avec Marie du Mesguen.

### La Renaissance et leXVIIesiècle

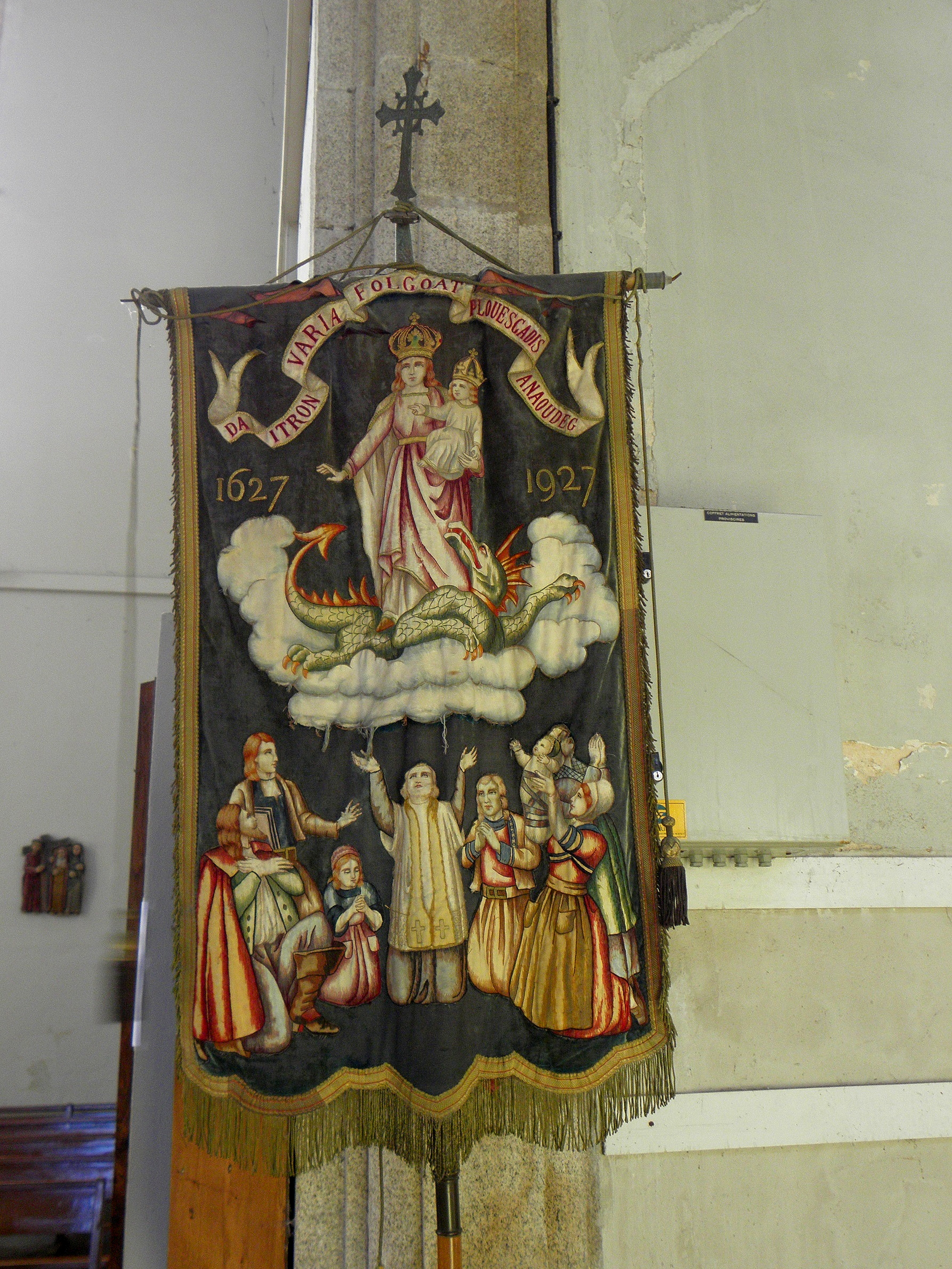
Bannière de procession commémorant l'épidémie de peste de 1626-1627

La ville est marquée par deux épidémies de peste. C'est à cette époque que sont dressés les calvaires et croix dans la ville, pour conjurer le fléau de la peste.
De cette époque date la chapelle de Kerzéan, plusieurs manoirs ou encore les halles situées en plein cœur de la ville.
En 1594, pendant les Guerres de la Ligue, François de Coëtnempren, seigneur de Kerdélégan, était capitaine des arquebusiers des paroisses de Cléder, Plouescat, Treffaouënan [Tréflaouénan], Guitevedé [Plouzévédé] et Plounéour [Plounévez-Lochrist].
En 1598 et 1599, un quart des habitants succombèrent lors d'une épidémie de peste à Plouescat. « En l'an mil cinq cent quatre vingtz dix huit et l'an 1599 mourut en la paroisse de Plouescat avecques la contagion cinq centz dix personnes étant alors recteur noble Paul Lesclave.
Une autre épidémie de peste, qui sévit entre le 24 août 1626 et le 4 avril 1627, fit périr plus de 320 personnes.

### LeXVIIIesiècle

#### La première moitié duXVIIIesiècle
Cette période est marquée par de violentes épidémies de typhoïde qui sévissent dans toute la région.
La chapelle de Kerzéan est reconstruite (1714) et une nouvelle église est édifiée (1763).
Dans la nuit du 20 au 21 mars 1746, le trésor de la fabrique de Plouescat, enfermé dans un coffre-fort situé dans l'armoire de la sacristie de l'église paroissiale, est volé ; le sénéchal du tribunal seigneurial de Kérouzéré conduit l'enquête et les deux coupables furent condamnés aux galères.
En 1759, une ordonnance de Louis XV ordonne à la paroisse de Plouescat de fournir 37 hommes et de payer 242 livres, et à celle de Larret de fournir 2 hommes et de payer 13 livres pour « la dépense annuelle de la garde-côte de Bretagne ».

#### Le combat naval de Pontusval

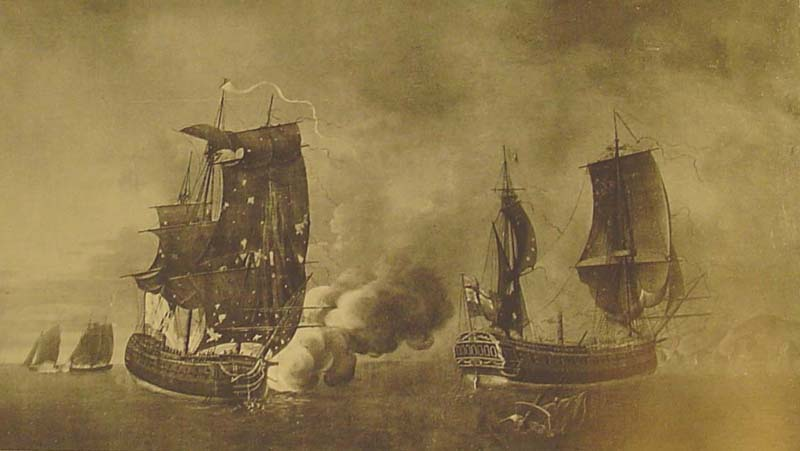
Combat entre la Belle Poule et l'HMS Arethusa.

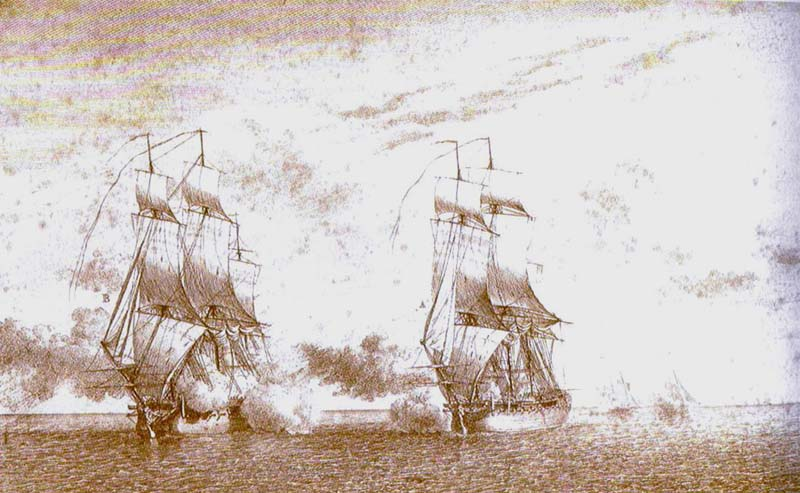
Le combat de la Belle Poule et L'Aréthuse.

Dans le cadre de l'engagement français contre les Anglais lors de la guerre d'indépendance des États-Unis, le 17 juin 1778, à hauteur de Pontusval, la frégate française la Belle Poule, commandée par le lieutenant de vaisseau saintongeois Jean-Isaac Chadeau de la Clocheterie, livra bataille, vers 6 heures du soir, à la frégate anglaise HMS Arethusa, du commandant Marshal. Les deux navires dérivèrent pendant le combat et se retrouvèrent, passé minuit, devant les grèves de Camlouis, en face de la chapelle de Saint-Eden, à 2 km environ à l'est de la baie du Kernic. L'Aréthuse eut le dessous : démâtée, le pont encombré de morts, elle s'enfuit vers la haute mer, tandis que la frégate française, encastrée dans les rochers, lui envoya sa dernière bordée de 50 coups de canon. La bataille fut rude. Le vainqueur comptait 40 morts et 57 blessés, dont La Clocheterie lui-même. Partout en France ce fut la joie générale et les belles dames accommodèrent désormais leurs cheveux À la Belle Poule.
C'est à l'abri des batteries de Plouescat que la Belle Poule vint débarquer ses blessés, écrivent A. Marteville et P. Varin.

#### Larécolte du goémon
La collecte du goémon a suscité pendant des siècles de nombreuses querelles entre les habitants des paroisses littorales, comme l'écrit Antoine Favé :

« Du Corréjou à l'anse de Kernic, nous sommes sur les lignes d'un littoral aussi fertile en discussions héroïques, en batteries classiques, en procès interminables, qu'en gros temps et mauvais temps. Les administrateurs, les juges, les agents vigilants de la douane et de la maréchaussée, furent bien souvent mis sur les dents par les disputes, maintes fois meurtrières, de Plounéour-Trez, Goulven, Tréflez, Plounévez-Lochrist, Cléder, au sujet des délimitations de territoires et de questions de propriété touchant cette question vitale de la récolte du goémon. »

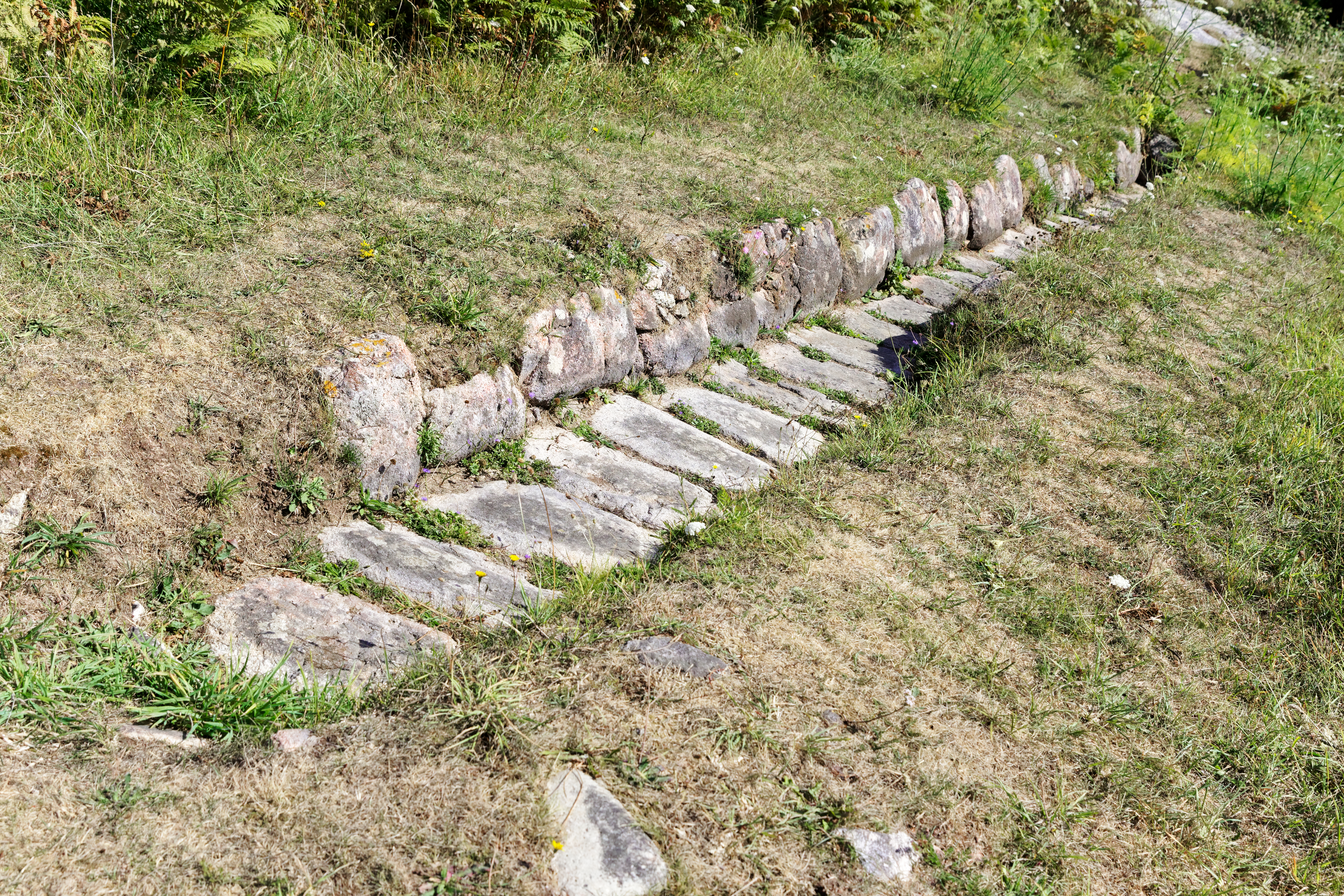
Plouescat : fosse à goémon (le goémon y était brûlé afin d'obtenir de la soude)

Moysan, recteur de la paroisse de Plouescat, dans une lettre du 12 décembre 1774 adressée à l'évêque de Léon Jean-François de La Marche en réponse à son enquête sur la mendicité, proteste contre la déclaration du 30 octobre 1772 qui limite aux trois premiers mois de l'année la coupe du goemon et rappelle l'ordonnance de 1681 qui interdit d'en vendre aux autres paroisses. Il écrit (l'orthographe de l'époque a été respectée) :

« Les gens aisés jusques à présent deviendront sans tarder pauvres, égard à ce qu'ils habitent presque tous sur la côte et ne levoient leur subsistance, payoient leurs bois et saufages [chauffages] de l'argent des gouemons qu'ils vendoient aux autres paroisses ; ils souffrent cette année une perte de cinq mille livres faute de pouvoir vendre des gouemons aux autres paroisses, et d'en faire la coupe au printemps afin de les faire sécher ; autrement la coupe est inutile. »

Le conseil municipal de Plouescat écrit en 1819 :

« Le transport du goëmon s'y fait par des radeaux [dénommés "dromes".] remorqués quelquefois par des bateaux, mais plus souvent conduits par ceux qui les montent. Les bateaux sont toujours disposés à porter secours à ceux qui en auraient besoin. »

Antoine Favé raconte :

« Le danger était grand, et bien souvent les hardis constructeurs de la drome n'osaient plus y monter au moment de la confier au gré des flots. C'est ce qui arriva un jour à deux faillis tailleurs [de goémon], voyant le coup abandonné par des Armoricains rendus prudents par la difficulté bien constatée de la navigation, prirent sur eux de conduire le radeau à bon port. Leur forfanterie ne tarda pas à être punie : ils se trouvèrent bientôt couverts d'écume, mais aussi de honte, sous la risée des goëmonniers, barbottant comme des barbets au sein de l'onde amère. »

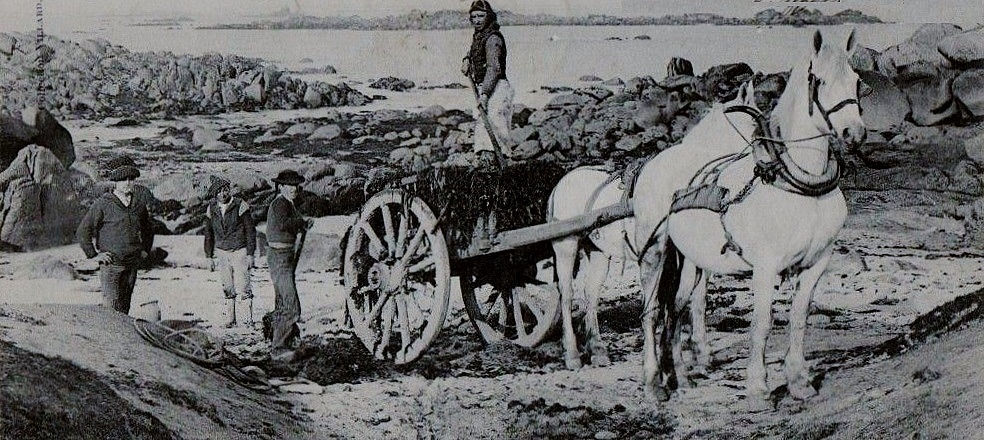
Goemoniers sur la grève du Froutven vers 1925 (carte postale Villard)

Un sous-préfet de Brest, De Carné, écrit en 1812 :

« À défaut d'ordonnances de police de [la] part [des Intendants des provinces maritimes], les Évêques furent obligés de faire un cas réservé de cette récolte à eux seuls, pour prévenir autant qu'il était en leur pouvoir les malheurs multipliés qui arrivaient par la témérité de ceux qui se mettaient sur des mulons de gouëmon liées par de mauvaises cordes pour les conduire au haut de la pleine mer, ou qui s'avançaient trop avant dans l'eau, pour attirer à eux le gouëmon qui flottait. »

À la suite d'une enquête organisée par une circulaire du 8 juin 1819 du préfet du Finistère, le conseil municipal de Plouescat répond à propos de la date d'ouverture de la coupe du goémon (l'orthographe de l'époque a été respectée) : « Deux jours de faveur aux habitants qui n'emploient que des chevaux, des paniers ou des civières » et que « les transports se font sur des radeaux rarement remorqués ».

#### Plouescat en 1778

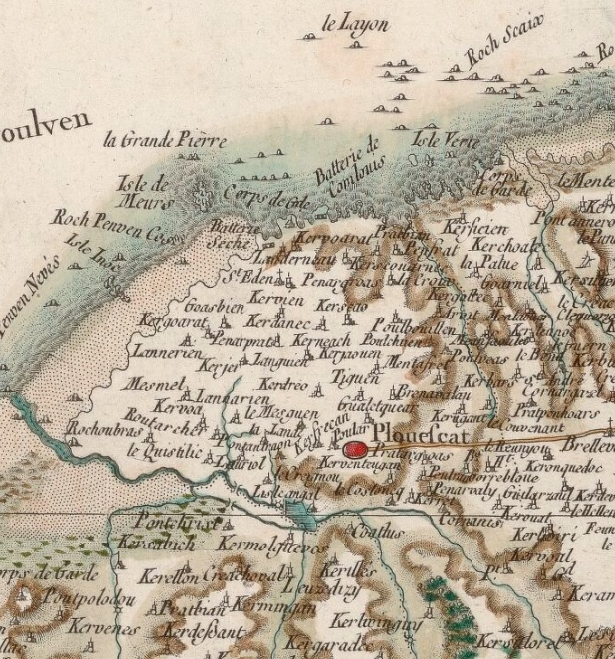
Carte de Cassini de la paroisse de Plouescat (1783).

Famines et épidémies accroissent le nombre de morts à enterrer dans l'église, comme c'était alors la coutume : 129 morts à Plouescat en 1741. Les multiples interdictions concernant les inhumations dans les églises, décidées par les Évêques dès la fin du XVIe siècle et par le Parlement de Bretagne en 1719 et 1721 suscitèrent parfois des réactions très violentes à l'encontre du clergé de la part des paroissiens : par exemple à Plouescat, André Postec fut enterré par volonté de sa famille dans l'église le 25 novembre 1762, mais déterré à la suite d'une décision de justice le 23 décembre pour être inhumé dans le cimetière.
Jean-Baptiste Ogée décrit ainsi Plouescat en 1778 :

« Plouescat, à 3 lieues à l'ouest de Saint-Pol-de-Léon, son évêché et sa subdélégation ; à 43 lieues de Rennes. Cette paroisse relève du Roi et ressortit à Lesneven. On y compte 1800 communiants ; la cure est présentée par l'évêque. Ce territoire, borné au nord par la mer, renferme des terres bien cultivée et fertiles en grains de toutes espèces. Les maisons nobles sont : Penanprat, la Voyal, Ker-ouez, Saint-Georges, Ker-goual, Ker-naour, le Bréhonic, Goureploué, Ker-vova, Ker-ovara, Lannurien, Lezerec. Ker-ouzeré-Trogoff, avec haute justice appartient à M. Eon du Vieux-Châtel, de Saint-Malo »

### Révolution française
La loi du 12 septembre 1791 fait de Plouescat et Sibiril des succursales de la paroisse de Cléder.
Le 18 mars 1793, le conseil municipal de Plouescat se réunit dans l'église paroissiale (ce qui était alors habituel) pour organiser le tirage au sort de 13 hommes âgés de 18 à 40 ans dans le cadre de la levée en masse. Une émeute « formée en dehors de l'église par des habitants des communes de Cléder et de Sibiril » s'accompagna d'une irruption dans l'église d'une partie des manifestants. Les jours suivants, les paysans révoltés du Léon s'insurgèrent à l'occasion de la levée de 300 000 hommes, mais après leur défaite lors de la bataille de Kerguidu (24 mars 1793), ils se soumirent à Canclaux, commandant en chef de l'Armée des côtes de Brest, remirent leurs armes, des otages, et payèrent les frais de l'expédition.
Les communes insurgées acceptent le 27 mars 1793 les conditions suivantes : « tous les particuliers (...) seront désarmés dans tiers [trois] jours à la diligence de leurs conseils généraux (...) et tous les fusils seront remis et toutes autres armes offensives, aux administrateurs de leurs districts respectifs (...) ; le contingent des dites communes sera fourni dans tout délai de demain (...) ; les frais de l'emploi de la force armée et autres dépenses nécessitées par la révolte des paroisses seront réglées par une contribution dont la masse sera répartie entre les dites paroisses (...), et payée dans tiers jours après qu'elle sera connue ; (...) les principaux coupables et les chefs de l'insurrection dans chacune des trois communes seront désignés par elles aux commissaires ; (...) les cloches des dites paroisses seront descendues (...) ; les ponts abattus par les rebelles seront rétablis aux fais des paroisses insurgées (...) ; les communes (...) fourniront chacune quatre otages de choix et parmi leurs notables habitants pour sûreté de l'accomplissement des conditions ci-dessus (...) ». Le conseil municipal de Plouescat accepta ces conditions et dût payer 6 000 livres.
Plouescat devient le chef-lieu du canton, au détriment de Cléder, ceci après dix ans de querelles de clochers. Sept maires se succèdent à la tête de la ville en l'espace de dix ans.

### LeXIXesiècle

#### Un pillage de bateau en 1817
Jacques Boucher de Perthes, alors fonctionnaire des douanes dans la région, écrit en décembre 1817 :

« Le jour commençait quand j'arrivais à la hauteur de Plouescat. Je n'ai pas d'expressions pour peindre l'horreur du tableau qui se présenta à moi. La première chose qui me frappa fut la carcasse d'un bâtiment qui semblait une frégate, couchée sur le flanc et que la mer, en de retirant, agitait encore par moment, en lui faisant faire des soubresauts qu'on aurait pu comparer aux convulsions d'un mourant. Il ne restait du gréement que des tronçons de mâts. On voyait la ligne au doublage et l'ouverture des sabords annonçant la présence de canons, vraisemblablement ceux qui appelaient au secours quelques heures avant. »

« Sur la mer, à perte de vue, surnageaient des pièces de bois, des barriques, des cordages. Sur la rive, même spectacle, et à chaque pas des cadavres. Au milieu de ce désordre, on voyait des hommes, des femmes, des enfants se ruant sur les débris, enfonçant les caisses à coups de hache ou de pierre, ou bien couchés sur les corps humains, non pour les secourir mais pour les fouiller. »

#### Les autres faits duXIXesiècle

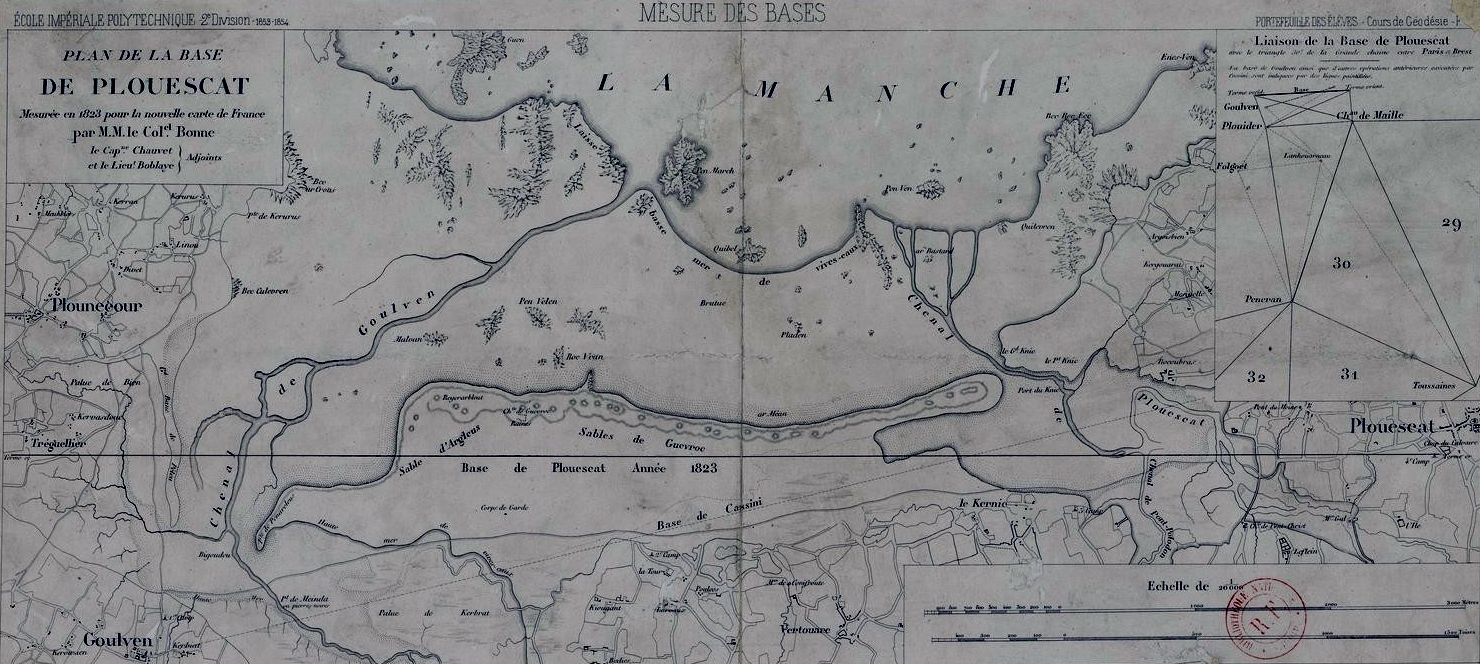
Plan du littoral de Plouescat et particulièrement de la baie du Kernic datant de 1828.

Un arrêté préfectoral en date du 30 juin 1830 autorise les communes de Cléder et de Plouescat à poursuivre devant les tribunaux le sieur de Kersaintgilly  « pour le faire condamner à délaisser aux dites communes la possession et la propriété du marais de Kerfissien ».
A. Marteville et P. Varin, continuateurs d'Ogée, décrivent ainsi Plouescat en 1845 :

« Plouescat : commune formée par l'ancienne paroisse du même nom, aujourd'hui cure de 2e classe ; bureau d'enregistrement ; bureau des douanes ; chef-lieu de perception ; brigade temporaire de gendarmerie. (...) Principaux villages : Poulhazec, Kerheuleuc, la Croix, Kerugant, Prat ar Goasven-Kerret, Lanrial, Rochou, Kergorat, Guerbian. Superficie totale 1475 ha, dont (...) terres labourables 1001 ha, prés et pâtures 71 ha, bois 10 ha, vergers et jardins 20 ha, landes et incultes 279 ha (...). Moulins de Lanrial, de l'Île-en-Gal, à eau. On voit en cette commune plusieurs menhirs ; l'un des deux principaux est situé près du hameau de Lannarion, l'autre près de la métairie de Kervoarut ; ce dernier environ 7 mètres de hauteur. Outre l'église, il y a la chapelle du Calvaire, située près du bourg, et celle de Kerzéan, qui en est distante d'environ 2 000 mètres. L'agriculture tire un grand parti des engrais de mer, qui sont très abondants sur les grèves. Cet engrais se vend de 6 à 7 fr. la charretée, quand il est sec, et de 75 c. à 1 fr. quand il est vert. Deux batteries défendent la côte nord de ce territoire. (...) Il y a foire à Plouescat les premiers samedis des mois de février, avril, juin et décembre, les 10 août et 18 octobre. Géologie : constitution granitique ; le granite amphibolique se montre sur quelques points. On parle le breton. »

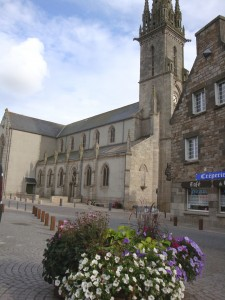
L'église paroissiale Saint-Pierre de Plouescat.

La construction de l'actuelle église date de 1864, ainsi que le transfert du cimetière hors de la ville et le développement des écoles et de l'instruction primaire ; sa flèche, haute de 59 mètres, fut achevée en 1870.
Le pourcentage de conscrits illettrés à Plouescat entre 1858 et 1867 est de 55 %. En 1879 le maître d'école de Plouescat a, dans une classe unique, 185 élèves de divers niveaux.
Félix Benoist décrit ainsi l'élevage des chevaux dans la région de Plouescat en 1867 :

« Les cultivateurs de Plouescat et des communes du littoral entre Saint-Pol et Lesneven se livrent avec succès à l'élève du cheval et l'apprécient non seulement pour son utilité et les profits qu'ils en retirent, mais (...) ils l'aiment et le trouvent, après l'homme, la plus éminente créature. (..) Ils ne manquent jamais, quand un cheval tousse ou qu'il baille, de dire : « Saint Éloy vous assiste !  » (...) Le Léonard du littoral embrasse le cheval qu'il vend (...). »

« Il est expressément défendu de se baigner ou de récolter du goémon sans caleçon dans les rivières et sur tout le littoral de la commune » précise un arrêté du maire de Plouescat en date du 30 juillet 1870.
Des courses de chevaux furent organisées chaque année à partir de 1879 sur la grève de Kernic aux environs du 15 août, la date précise étant choisie en fonction des horaires et des coëfficients de marée. Ces courses sont toujours organisées de nos jours.
Le 26 janvier 1893, 200 villageois se ruent sur les gendarmes, leur jettent des pierres et parviennent à libérer un cultivateur qui venait d'être arrêté à la suite d'une rixe lors des opérations de tirage au sort à Plouescat.

### LeXXesiècle

#### La Belle Époque

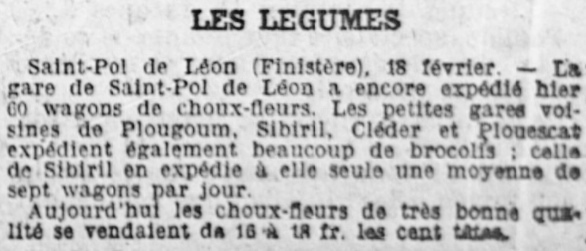
Article de journal évoquant l'expédition de brocolis depuis la gare de Plouescat vers celle de Saint-Pol-de-Léon en 1910

Des Johnnies originaires de Plouescat trouvèrent la mort lors du naufrage du Hilda le 17 novembre 1905 ; Plouescat fut particulièrement frappé par cette catastrophe : une équipe de 13 hommes, l'équipe Jaouen, fut entièrement perdue ; « de mémoire d'homme, on ne se souvient pas d'avoir vu un tel malheur s'abattre sur la région. Avec la perte d'hommes, pour beaucoup ce sera la misère ; car beaucoup étaient les cultivateurs qui devaient payer leur ferme avec l'argent que devaient envoyer d'Angleterre leurs parents ».

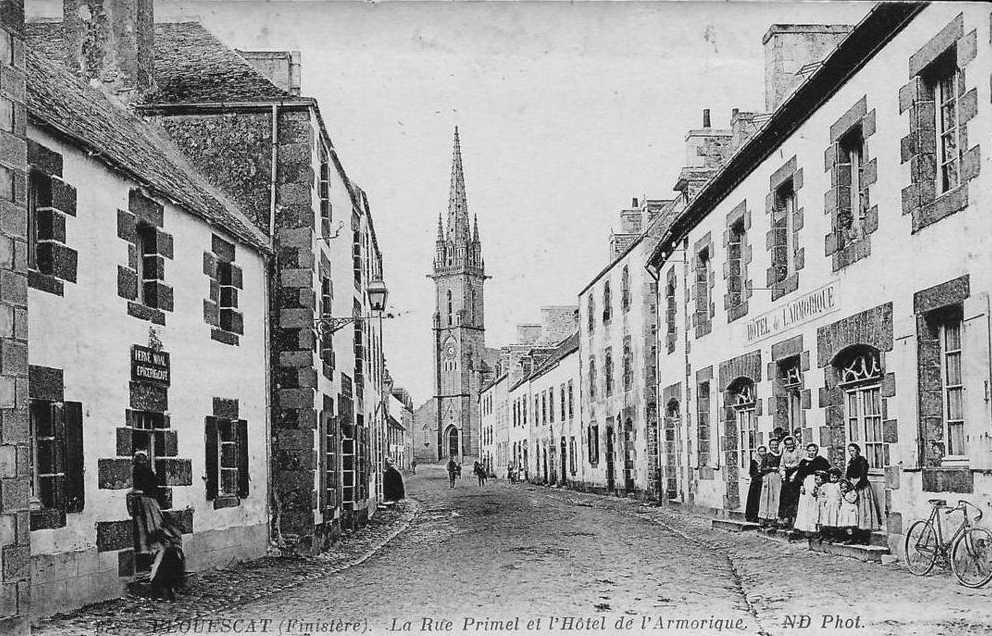
La rue Primel et l'Hôtel de l'Armorique vers 1910 (carte postale ND photo)
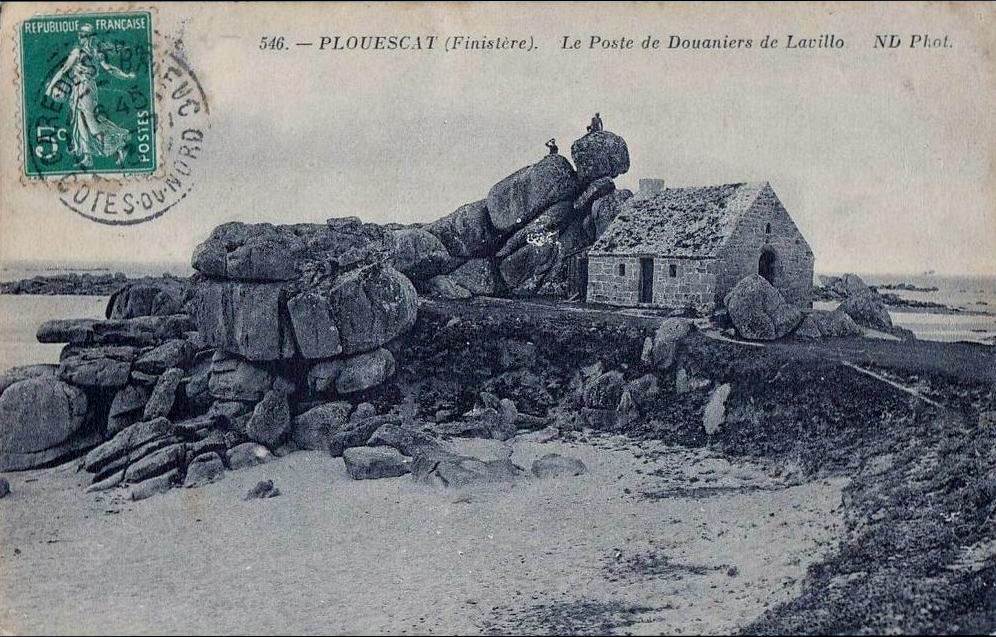
Plouescat : le poste de douaniers de Lavillo vers 1910 (carte postale ND photo)

L'inauguration de la ligne ferroviaire des Chemins de fer départementaux du Finistère allant de Plouescat à Saint-Pol-de-Léon eût lieu le 30 juin 1907 (les travaux avaient été entrepris en 1905). Cette ligne, surnommé "train-patate", servit à transporter légumes et passagers jusqu'à Saint-Pol-de-Léon ; mais la nécessité d'un transbordement coûteux en gare de Saint-Pol-de-Léon ou de Roscoff (la ligne de Plouescat à Saint-Pol-de-Léon étant à voie métrique à la différence de celle de l'Ouest-État au départ de Saint-Pol-de-Léon ou de Roscoff) fit que beaucoup de paysans préférèrent continuer à transporter leurs productions maraîchères en charrette jusqu'à l'une ou l'autre de ces deux gares ; elle ferma en 1946.
La construction du nouveau port de Plouescat, dans l'anse de Porz Guen, fut entreprise en 1908 ; ce nouveau port « remplacera celui du Kernic, autrefois assez fréquenté et aujourd'hui inaccessible aux navires, à cause du sable qui en obstrue l'entrée. (...) Le nouveau port rendra un service inappréciable aux nombreux marins-pêcheurs de Plouescat et de Cléder (...). Ces braves gens ne se verront plus dans la perspective de voir, lors des tempêtes (...), leurs barques désemparées, coulées à l'ancre, jetées à la côte avec de grandes avaries, ou même complètement brisées contre les écueils. Faute d'un abri, ces malheureux pêcheurs sont tous obligés, chaque année, d'interrompe pêche et navigation, et de désarmer leurs bateaux, depuis le mois d'octobre jusqu'au mois d'avril ».
Yves Le Febvre, l'auteur de la Terre des prêtres, fut juge à Plouescat entre 1910 et 1917.

#### La Première Guerre mondiale
Le monument aux morts de Plouescat, édifié en 1923 par l'architecte Charles Chaussepied (la sculpture, qui représente une famille : femme, enfant et homme, a été sculptée par Hortense Tanvet) qui utilise ici trois pierres différentes (granit gris de Quimper, granit rose d'Aber-Ildut et pierre noire de Kersanton), porte les noms de 119 soldats et marins morts pour la France pendant la Première Guerre mondiale ; parmi eux, quatre sont morts sur le front belge en 1914 (Jean Calarnou à Rossignol, Pierre Guéguen à Auvelais, François Le Her à Ham-sur-Sambre, Jean Le Her à Maissin), huit : Jean Corre (second maître mécanicien torpilleur à bord du Kléber, disparu lors du naufrage de ce navire le 27 juin 1917 dans l'avant goulet de Brest, a été décoré de la Médaille militaire), Hervé Elard, Jean Elard, François Mazéas, Jean Mesguen, François Moal, Yves Porhel, François Senant) sont des marins disparus en mer, deux sont morts dans les Balkans (Jean Le Duff en Serbie, François Mercier à Corfou (Grèce). Les autres sont décédés sur le sol français ; parmi eux quatre furent décorés de la Médaille militaire et de la Croix de guerre : Jean Griec, soldat au 25e régiment d'infanterie, tué à l'ennemi le 16 avril 1918 à Verdun (Meuse) ; François Keruel, soldat au 106e régiment d'infanterie, tué à l'ennemi le 16 avril 1917 à Ostel (Aisne) ; Paul Ollivier, marsouin au 2e régiment d'infanterie coloniale, tué à l'ennemi le 14 juillet 1915 à Servon-Melzicourt (Marne) et le missionnaire Ovide Theven de Guéléran, curé de Dame-Marie (Haïti), caporal brancardier au 338e régiment d'infanterie, mort des suites de ses blessures le 6 juin 1918 à Raon-l'Étape (Vosges) ; Laurent Le Gall, soldat au 207e régiment d'infanterie, mort des suites de ses blessures le 3 février 1917 à Commercy (Meuse), a été décoré de la Croix de guerre.

#### L'Entre-deux-guerres

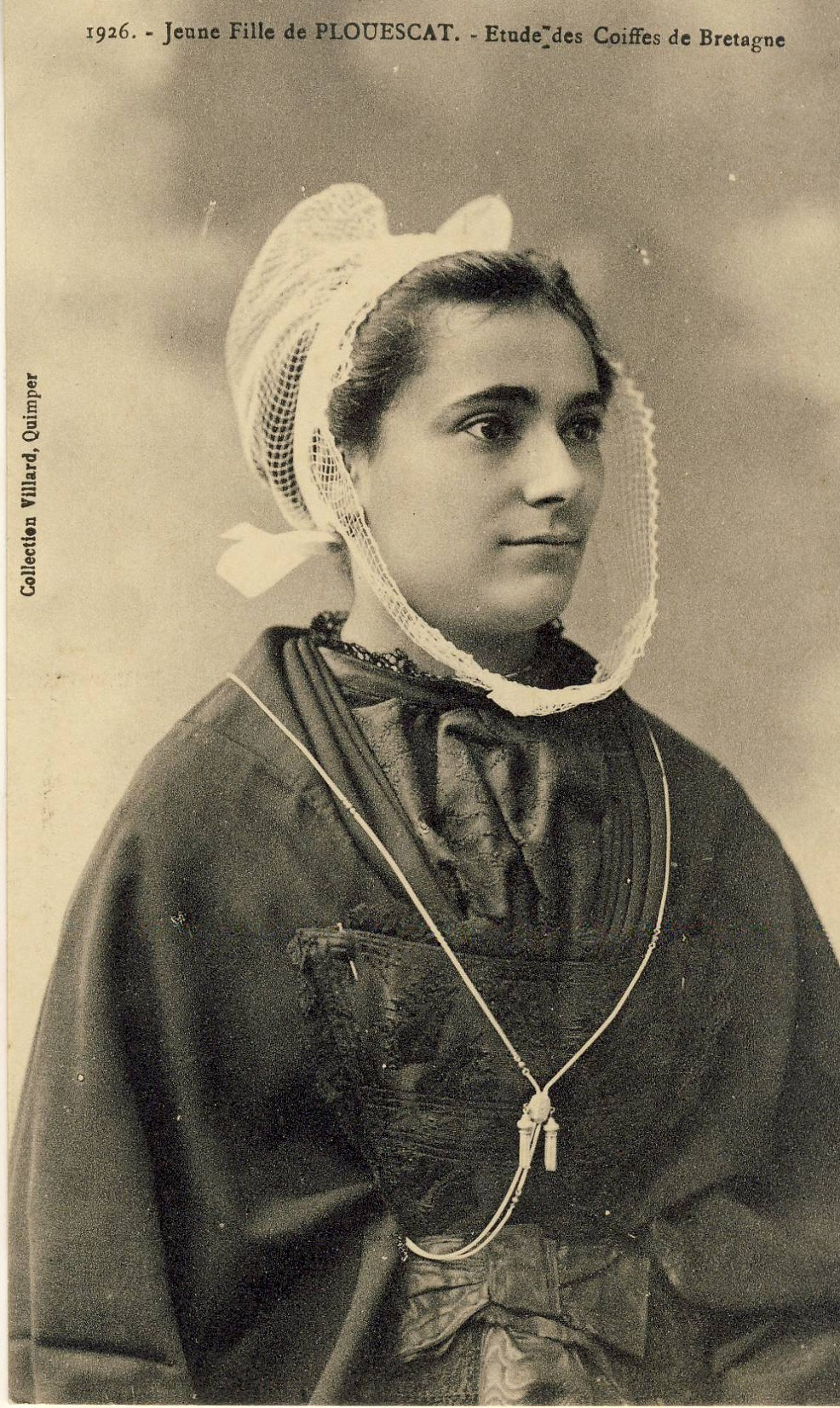
Jeune fille de Plouescat en coiffe traditionnelle (carte postale Villard)

- La première moitié du XXe siècle est jalonnée d'évènements tels que l'évolution économique et sociale, malgré les pertes liées à la Première Guerre mondiale.
- Plouescat est au cœur de la "Ceinture dorée", zone légumière qui produit en abondance des choux-fleurs, artichauts et oignons.
- Le Lichen caragheen était récolté dans les premières décennies du XXe siècle : en 1915, les ports de Kerlouan et Plouescat en récoltaient chacun 100 tonnes, devancés seulement par Plouguerneau, qui en produisit cette année-là 150 tonnes[75].
- En 1919 s'implante à Pont-Christ une usine de production d'iode et de dérivés d'algues. Elle attire une main d'œuvre importante et provoque l'extension du Port de Porsguen.
- En 1931, les fêtes bretonnes de Treaz-Glaz se déroulent à Plouescat[76].

Dans la décennie 1920, Pierre Trémintin, maire de Plouescat, dirige la "Fédération des républicains démocrates du Finistère", un parti catholique rallié à la République qui s'intègre en 1926 au Parti démocrate populaire. En 1932, Pierre Trémintin se heurta au recteur de la paroisse qui voulait lui interdire d'organiser un bal dans le foyer communal ; le bal eût quand même lieu.

#### La Seconde Guerre mondiale
Soixante des cent vingt huit marins canadiens qui étaient à bord du destroyer NCSM Athabaskan, noyés lors du naufrage de ce navire le 29 avril 1944 au large de l'Île Vierge, ont été inhumés dans le carré militaire du cimetière de Plouescat. Jean Postec, cultivateur à Plouescat, témoigne : « Dans la nuit du 28 au 29 avril, je suis réveillé par de puissantes explosions venues du large. Au petit matin, je me rend sur la plage de Menfig afin de voir ce qui a pu se produire, et assiste à une scène dramatique. La mer est noire de pétrole et parsemée de dizaines de corps et de nombreux débris. Certains rescapés tentent tant bien que mal de rejoindre le rivage à travers le courant et les plaques de mazout. J'essaie d'apporter mon aide autant que je peux aux naufragés en les aidant à enlever leurs bouées et leurs habits noirs de mazout, et en ramenant les corps sans vie sur le sable. Terriblement marqué par cette journée, je ramène chez moi ces gilets de sauvetage, en souvenir du naufrage du destroyer canadien NCSM Athabaskan, et de tous ces pauvres marins en détresse ».
Des habitants de Plouescat participèrent à la Résistance, formant un groupe du réseau Défense de la France à partir de 1943 : François L'Azou (hôtelier) et ses cousins, Yves et François L'Azou (coiffeur), Pierre Abjean, Louis L'Aminot, Jean-Louis Seïté, Paul Ouvrier, Eugène Muller, Vincent Toullec ; plusieurs d'entre eux, arrêtés le 7 avril 1944 dans la ferme de Coesfoennec, firent partie du dernier convoi de déportés, dit « train de Langeais » parti de Rennes le 3 août 1944 en direction de l'Allemagne : François L'Azou et Pierre Abjean parviennent à s'échapper du convoi au Lion d'Angers, Louis L'Aminot faisant de même à Saint-Mars-du-Désert. Par ailleurs François Pleiber, policier membre du réseau Navarre, arrêté le 2 mai 1944, fut déporté à Dachau, ainsi que Jean-Louis Seïté, plus tard restaurateur à Saint-Malo. D'autres furent arrêtés sur dénonciation le 11 mai 1944 au café des Mouettes à Plouescat, mais plusieurs d'entre eux (Jean Rannou, Jean Cizaire, René Perrot, Vincent Toullec) parvinrent à s'évader.

#### L'après-Seconde-Guerre-mondiale
- Avec Pierre Trémintin comme Député-Maire et Conseiller Général, la commune accélère son équipement urbain : voirie communale, électrification, téléphone, etc. Les nouvelles constructions et l'amélioration de l'habitat s'intensifient.
- L'agriculture reste la principale richesse de la commune suivie de près de l'activité touristique.

En 1968 les perceptions de Saint-Pol-de-Léon, Plouescat et Plouzévédé furent en partie détruites lors d'attentats commis par des paysans « égarés ».
Depuis 1978, Plouescat bénéficie du statut de station balnéaire.
ANECDOTE
Le 12 juin 1987 un rocher de la plage de Porsguen (de forme ithyhallique) -qui ressemblait tant à un phallus qu'il avait été surnommé le "zizi de pépé", régulièrement peint en rouge par des plaisantins, fut dynamité sur décision de la municipalité.
Un mois plus tard, un autre rocher aux formes arrondies, pouvant rappeler celles d'un postérieur, fut à son tour recouvert de peinture rouge et surnommé "les fesses de mémé" ; cette fois-là la municipalité se contenta de faire enlever la peinture...

## Politique et administration

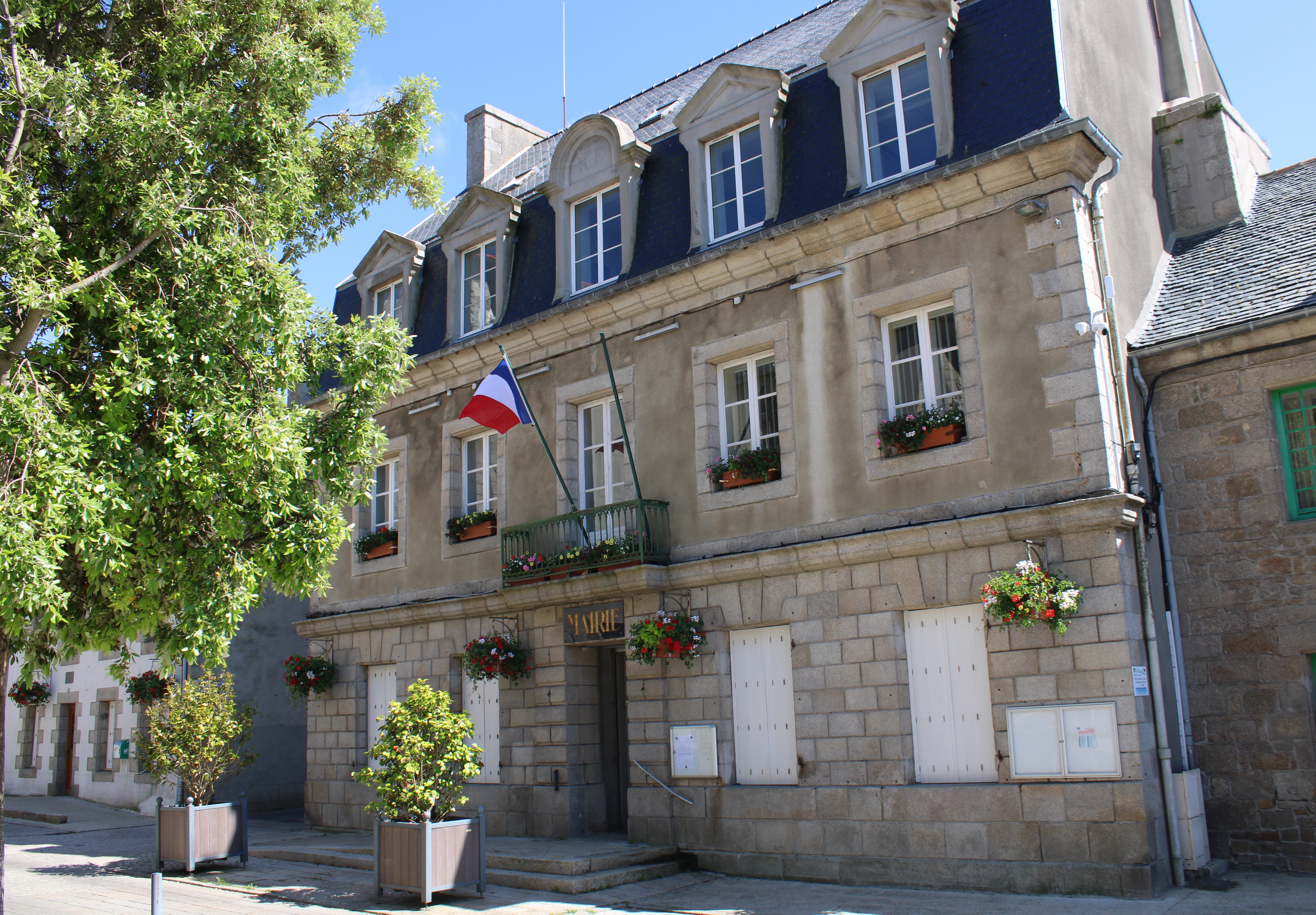
La mairie de Plouescat.

### Administration municipale
La mairie de Plouescat se situe rue de la Mairie, face à l'église.

### Circonscriptions et cantons
La 5e circonscription est composée des cantons de Landerneau (Landerne), Lesneven (Lesneven), Landivisiau (Landivizio), Guipavas (Gwipavaz), Lannilis (Lanniliz) et Plouescat.
Le canton de Plouescat regroupait les communes de Lanhouarneau, Plouescat, Plougar, Plounévez-Lochrist, et Tréflez, il fut supprimé en 2015 après le redécoupage.

### Jumelages
La ville est jumelée avec deux villes :
- Braunton (Grande-Bretagne) ;
- Wanfried (Allemagne)

## Population et société

### Démographie
Les habitants de la ville sont nommés les Plouescatais et les Plouescataises.

#### Évolution démographique
L'évolution du nombre d'habitants est connue à travers les recensements de la population effectués dans la commune depuis 1793. Pour les communes de moins de 10 000 habitants, une enquête de recensement portant sur toute la population est réalisée tous les cinq ans, les populations de référence des années intermédiaires étant quant à elles estimées par interpolation ou extrapolation. Pour la commune, le premier recensement exhaustif entrant dans le cadre du nouveau dispositif a été réalisé en 2005.

En 2022, la commune comptait 3 549 habitants, en évolution de +2,78 % par rapport à 2016 (Finistère : +2,16 %, France hors Mayotte : +2,11 %).
| 1793  | 1800  | 1806  | 1821  | 1831  | 1836  | 1841  | 1846  | 1851  |
| ----- | ----- | ----- | ----- | ----- | ----- | ----- | ----- | ----- |
| 2 118 | 2 124 | 2 407 | 2 396 | 3 017 | 3 238 | 3 314 | 3 467 | 3 180 |

| 1856  | 1861  | 1866  | 1872  | 1876  | 1881  | 1886  | 1891  | 1896  |
| ----- | ----- | ----- | ----- | ----- | ----- | ----- | ----- | ----- |
| 3 003 | 3 082 | 3 176 | 3 095 | 3 167 | 3 148 | 3 069 | 2 983 | 3 095 |

| 1901  | 1906  | 1911  | 1921  | 1926  | 1931  | 1936  | 1946  | 1954  |
| ----- | ----- | ----- | ----- | ----- | ----- | ----- | ----- | ----- |
| 3 145 | 3 382 | 3 526 | 3 582 | 3 866 | 4 002 | 4 137 | 4 224 | 4 131 |

| 1962  | 1968  | 1975  | 1982  | 1990  | 1999  | 2005  | 2006  | 2010  |
| ----- | ----- | ----- | ----- | ----- | ----- | ----- | ----- | ----- |
| 4 042 | 4 003 | 4 008 | 3 935 | 3 689 | 3 660 | 3 737 | 3 741 | 3 609 |

| 2015  | 2020  | 2022  | - | - | - | - | - | - |
| ----- | ----- | ----- | - | - | - | - | - | - |
| 3 471 | 3 522 | 3 549 | - | - | - | - | - | - |

#### Évolution du rang démographique
| selon la population municipale des années : | 1968 | 1975 | 1982 | 1990 | 1999 | 2006 | 2009 | 2013 |
| Rang de la commune dans le département      | 31   | 36   | 43   | 44   | 44   | 46   | 51   | 58   |
| Nombre de communes du département           | 286  | 283  | 283  | 283  | 283  | 283  | 283  | 283  |

En 2017, Plouescat était la 66e commune du département en population avec ses 3 446 habitants (territoire en vigueur au 1er janvier 2020), derrière Bohars (65e avec 3 458 habitants) et devant Roscoff (67e avec 3 404 habitants).

### Langue bretonne
À la rentrée 2017, 54 élèves étaient scolarisés dans la filière bilingue catholique (soit 15,4 % des enfants de la commune inscrits dans le primaire).

### Établissements scolaires
Plouescat dispose de quatre établissements scolaires.
- L'école maternelle et primaire catholique, Notre-Dame-des-Victoires.
- L'école maternelle et primaire laïque, Anita-Conti.
- Le collège catholique, Saint-Joseph.
- Le collège public, Louis-et-Marie-Fichez.

### Manifestations culturelles et festivals

#### Le marché
Tous les samedis se tient le marché du village, place des Halles.

#### Les Mardis de Plouescat
Depuis plusieurs années, la ville organise chaque mardi d'été, des concerts gratuits adressés à un large public. Les Mardis de Plouescat ont vu se succéder des groupes de notoriété tel que Merzhin, Matmatah, Tri Yann, Red Cardell, Celtas Cortos etc.

#### L'exposition Art tout cour'
Depuis 2014, Art tout cour' a pris le relais de l'exposition Plouesc'art, présente depuis 1988 à Plouescat, avec une nouvelle orientation axée sur la mise en valeur de toutes les formes d'art actuel (peinture, sculpture, photo, arts graphiques, design...). Elle se tient toujours à l'école Anita Conti et se déplace de plus en plus dans la rue, à la rencontre de son public. Son signal : l'éclosion dans la ville de plots de toutes les couleurs qui indiquent que l'expo est ouverte.

#### Le FestivalPlace aux Mômes

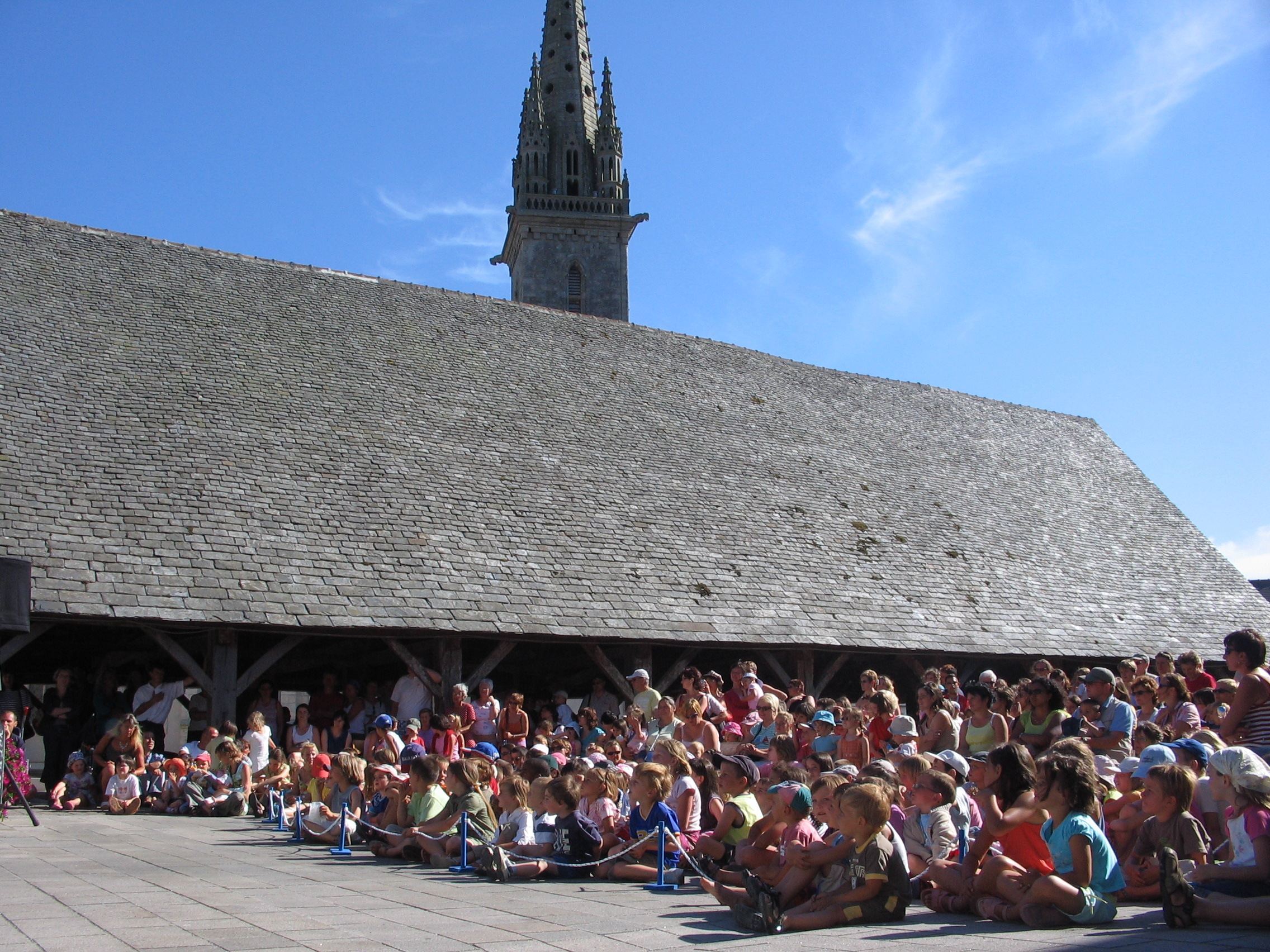
Festival Place aux Mômes.

Le Festival est un évènement organisé par Sensation Bretagne et consacré au théâtre de rue pour enfants. Des artistes venus de toute l'Europe interviennent l'été pour le plaisir des enfants: jonglage, théâtre, musique et acrobatie tous les lundis de juillet et d'août à l'amphithéatre extérieur de la médiathèque

#### Le Festival Léon'Art Jazz
Chaque année se déroule ce festival de jazz amateur. Une messe Gospel à l'église et un apéro-jazz sont proposés avec diverses animations. Les amateurs de jazz apprécieront la programmation est riche et variée autour d'une dégustation de poissonade aux Halles.

#### Les courses hippiques

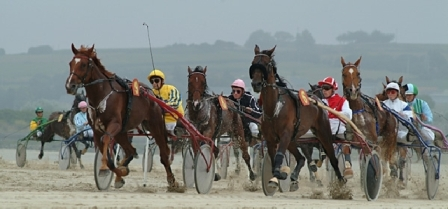
Courses hippiques en baie du Kernic.

La Baie du Kernic et ses 250 hectares représente une aire de sable plate et dure qui sert chaque août d'hippodrome à la ville.
Les chars à voile du centre nautique municipal laisseront la place aux chevaux de trot et de galop mais aussi aux postiers bretons pour deux journées de courses. Tout le monde peut venir parier ou simplement apprécier le spectacle.
Les courses de Plouescat c'est aussi le côté festif avec restauration le midi sur l'hippodrome et le soir avec l'ambiance disco sous un chapiteau.

#### Le Triathlon Sprint
Le Triathlon est le rendez-vous estival pour les sportifs amateurs ou confirmés prêts à affronter 750 m de natation, 20 km de cyclisme et 5 km de course à pied.
La rencontre est organisée par le Jogging Club de Plouescat.
Pour toute information complémentaire ou inscription, vous pouvez vous rendre sur le site : http://triathlon.plouescat.free.fr

#### Fête de la Mer
Depuis plus d'un siècle, cette fête anime le port de Pors Guen, le temps d'un week-end. Traditionnellement dédiée aux marins disparus avec un hommage religieux, la fête de la mer est aujourd'hui un moment de convivialité, de découvertes culturelles avec une programmation variée.

## Personnalités liées à la commune
- Olivier Diraison naît à Plouescat le 31 juillet 1873 de père notaire. Entré à l'École navale en 1891, il est vite promu enseigne de vaisseau de 1re classe et affecté à Toulon en 1896. Sa carrière militaire lui inspira sous le pseudonyme de Seylor (pour sailor qui signifie matelot ou marin en anglais) Les Maritimes, mœurs candides qui fera succès. Cet ouvrage le fera réformer par la Marine et il retourne à la vie civile en 1901. Sa carrière d'auteur commence alors.
En 1914, la Première Guerre mondiale éclata et Diraison s'engagea dans l'armée. Il succombera à ses blessures en juin 1916 à la suite d'une attaque allemande. Son nom figure au Panthéon entre Charles Péguy et Guillaume Apollinaire.

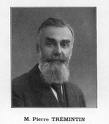
Pierre Trémintin.

- Pierre Trémintin naît le 5 juin 1876, dans un bâtiment qui prendra son nom plus tard[Quand ?]. Il vient d'une famille aisée qui va lui permettre de faire des études juridiques. La politique l'intéresse et surtout le catholicisme social. Il devient conseiller général du Finistère en 1904, conseiller municipal en 1908 puis maire de Plouescat en 1912. Il va beaucoup contribuer à la modernisation de la ville : il crée la Fondation hospitalière, un centre nautique, un port de pêche et restaure certains joyaux du patrimoine plouescatais. Il Installe aussi les processus d'électricité et d'eau. Il sera député de 1924 à 1940 puis Président de l'Association des maires de France et conseiller de la République en 1947. Il meurt en octobre 1966 et rassemble pour ses funérailles une foule jamais égalée depuis[réf. nécessaire].
- Édouard Gabriel Mesguen naît le 28 novembre 1880 à Plouescat, de père douanier et de mère lingère. Après des études au collège de Saint-Pol-de-Léon, il entre au séminaire de Quimper et devient prêtre en 1905. Il enseigne pendant 15 ans à Quimper et Lesneven et il est promu supérieur de l'institution en 1920. Il est nommé évêque du diocèse de Poitiers en 1934. Il publia l'ouvrage 'Trois cents ans, les Ursulines de Saint-Pol-de-Léon'. Il meurt en août 1956 à Poitiers.
- Béatrice Abollivier, née à Plouescat le 10 février 1954 d'Yves Abollivier, maître principal infirmier de la marine nationale, et de Marie-Yvonne Nédélec, est une politicienne, élue pendant 23 ans à Paris, et haute fonctionnaire, pendant plus de 10 ans préfet dans plusieurs départements successifs.
- Dom Duff est né le 20 août 1960 dans une famille d'agriculteurs côtiers brittophones. Cet auteur-compositeur-interprète bilingue parle breton et français au quotidien. Après avoir joué de nombreuses années au sein du groupe Diwall (1995-2004), il entame en 2000 une carrière solo qui le mène vers la musique folk acoustique.
- Loïc Prigent, né le 15 juillet 1973 à Plouescat, est un journaliste et un documentariste spécialisé dans la mode. Il commence comme journaliste à Libération et à Dépêche Mode. C'est pour le magazine qu'il se retrouve pour la première fois à un défilé, avec pour mission d'écrire sur le show. Plutôt qu'un simple compte rendu, il rapporte l'ambiance des coulisses, les potins des shows avec un humour décalé.

## Activités associatives et municipales
La ville de Plouescat dispose de :
- Une bibliothèque.
- Un cinéma.
- Un casino jeux.
- Un centre nautique.
- Un centre aéré.
- Un foyer des jeunes.
- 13 associations sportives.
- 10 associations culturelles et de loisirs créatifs.
- 12 associations organisatrices de fêtes et d'animations.
- 14 associations solidaires et éthiques.

Ces associations sont principalement gérés par des bénévoles et sont souvent affiliées à une fédération.

## Économie

### Revenus de la population et fiscalité
Le nombre de ménages fiscaux en 2013 était de 1 608 (dont 48,8%  sont imposés) représentant 3 422 personnes et la  médiane du revenu disponible par unité de consommation  de 19 289 €.

### Emploi
En 2014, le nombre total d'emplois dans la zone était de 1 125, occupant 1 193 résidents actifs (salariés et non-salariés).
Le taux d'activité de la population âgée de 15 à 64 ans s'élevait à  69,7% contre un taux de chômage de 12,9%.

### Entreprises et commerces
En 2015, le nombre d'établissements actifs était de trois cent vingt-cinq dont cinquante dans l'agriculture-sylviculture-pêche, dix-huit dans l'industrie, vingt-six dans la construction, cent quatre vingt-neuf dans le commerce-transports-services divers et quarante-deux étaient relatifs au secteur administratif.
Cette même année, dix-sept entreprises ont été créées dont onze par des Auto-entrepreneurs.

## Culture et patrimoine: Monuments et lieux touristiques

### La commune de Plouescat

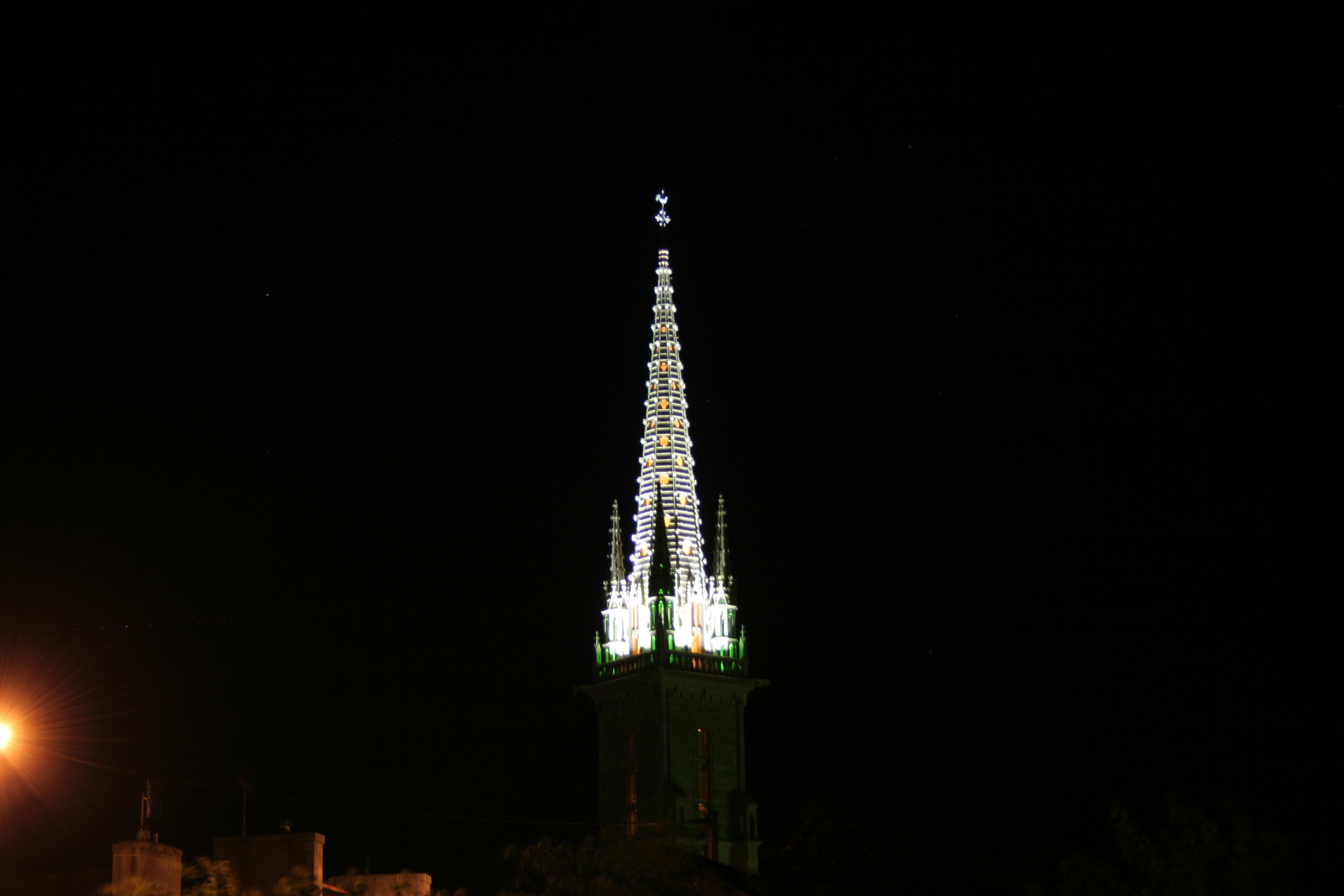
Le clocher de l'église.

#### Le bourg
Le bourg est d'abord construit autour des halles et de l'église. Aux abords de celles-ci, plusieurs maisons présentent une architecture soignée (symétrie, pierres de taille, garde-corps travaillés, etc.) qui caractérise le style architectural du XVIIIe siècle.

#### Le patrimoine religieux
L'église Saint-Pierre
L'église actuelle est la troisième de la paroisse de Plouescat. Après la démolition de la première en 1763 car jugée trop petite, la construction de la seconde en 1863, l'actuelle église est de style néo-gothique. La flèche s'élève à 59 mètres et c'est l'une des plus hautes de la région.

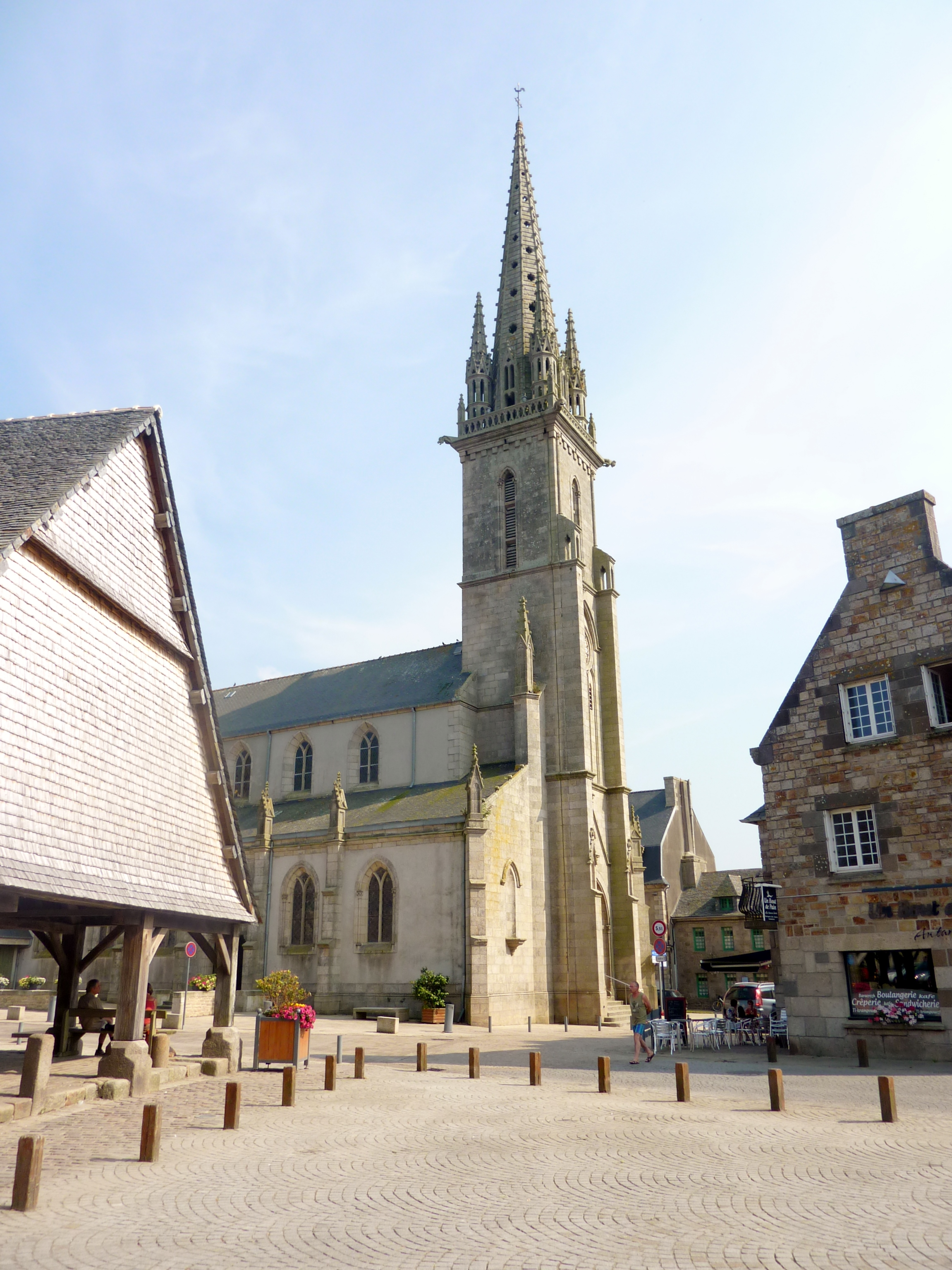
Plouescat : l'église paroissiale Saint-Pierre
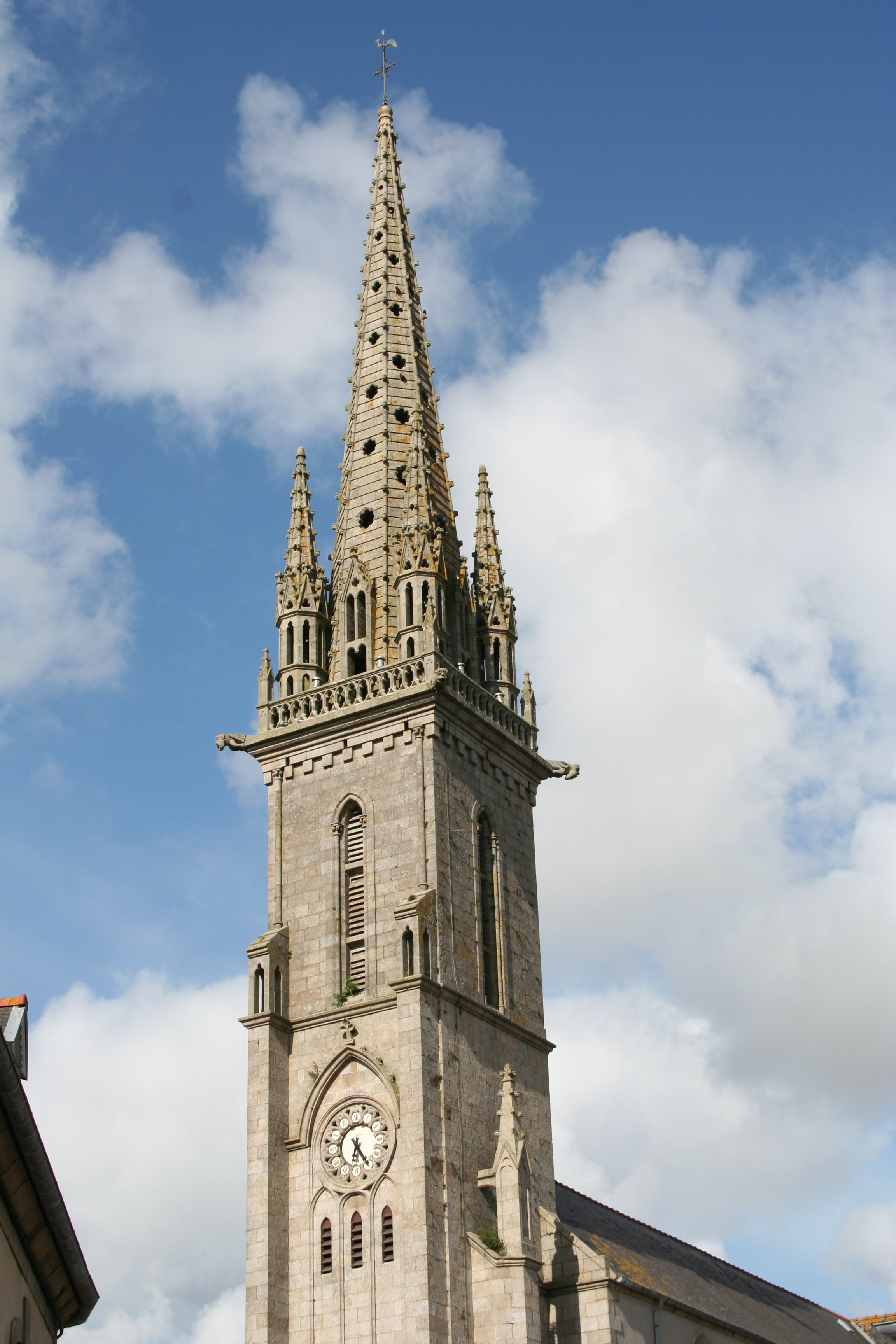
Le clocher de l'église paroissiale Saint-Pierre, achevé en 1870.
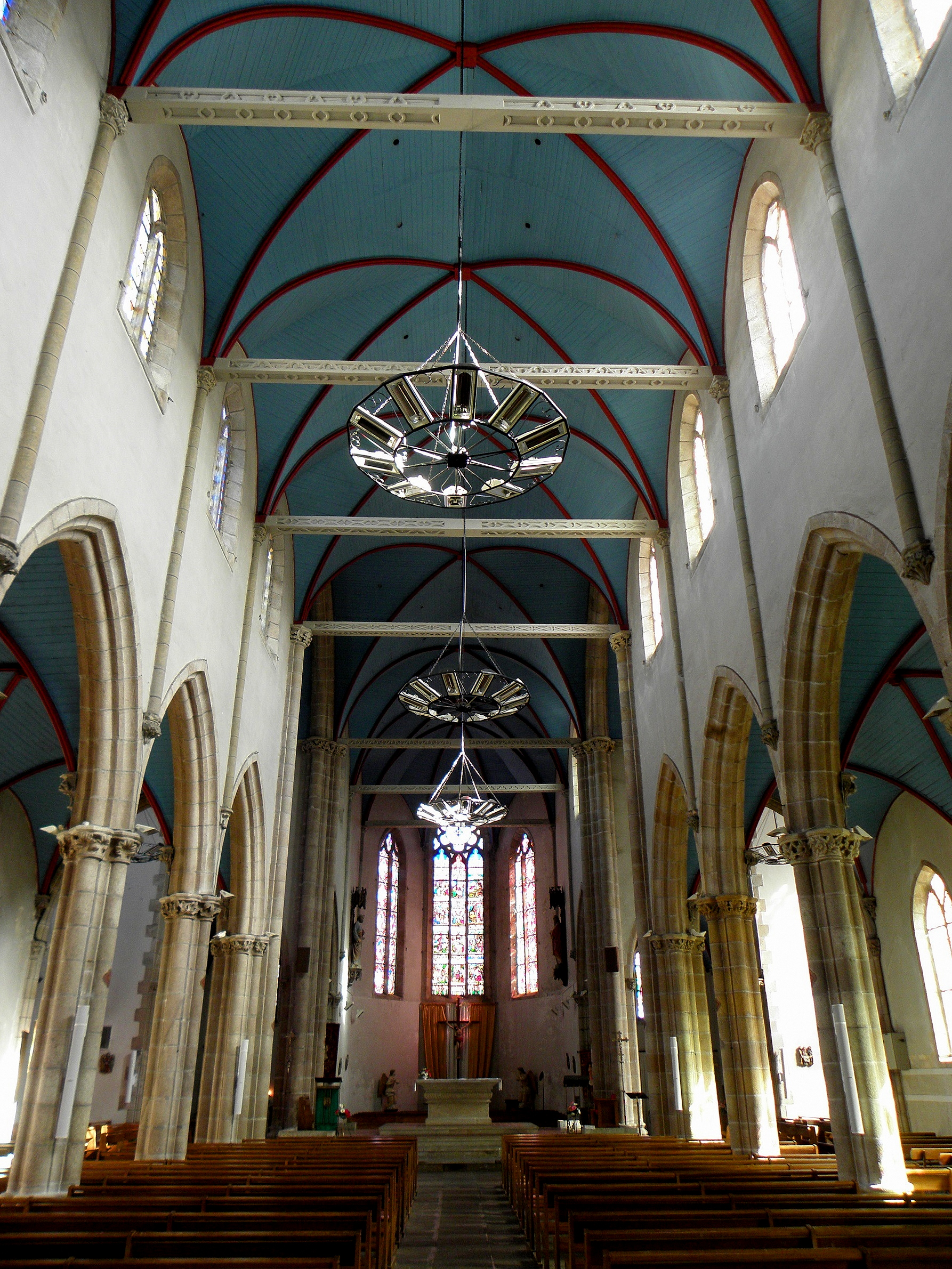
L'église paroissiale Saint-Pierre : vue intérieure d'ensemble.
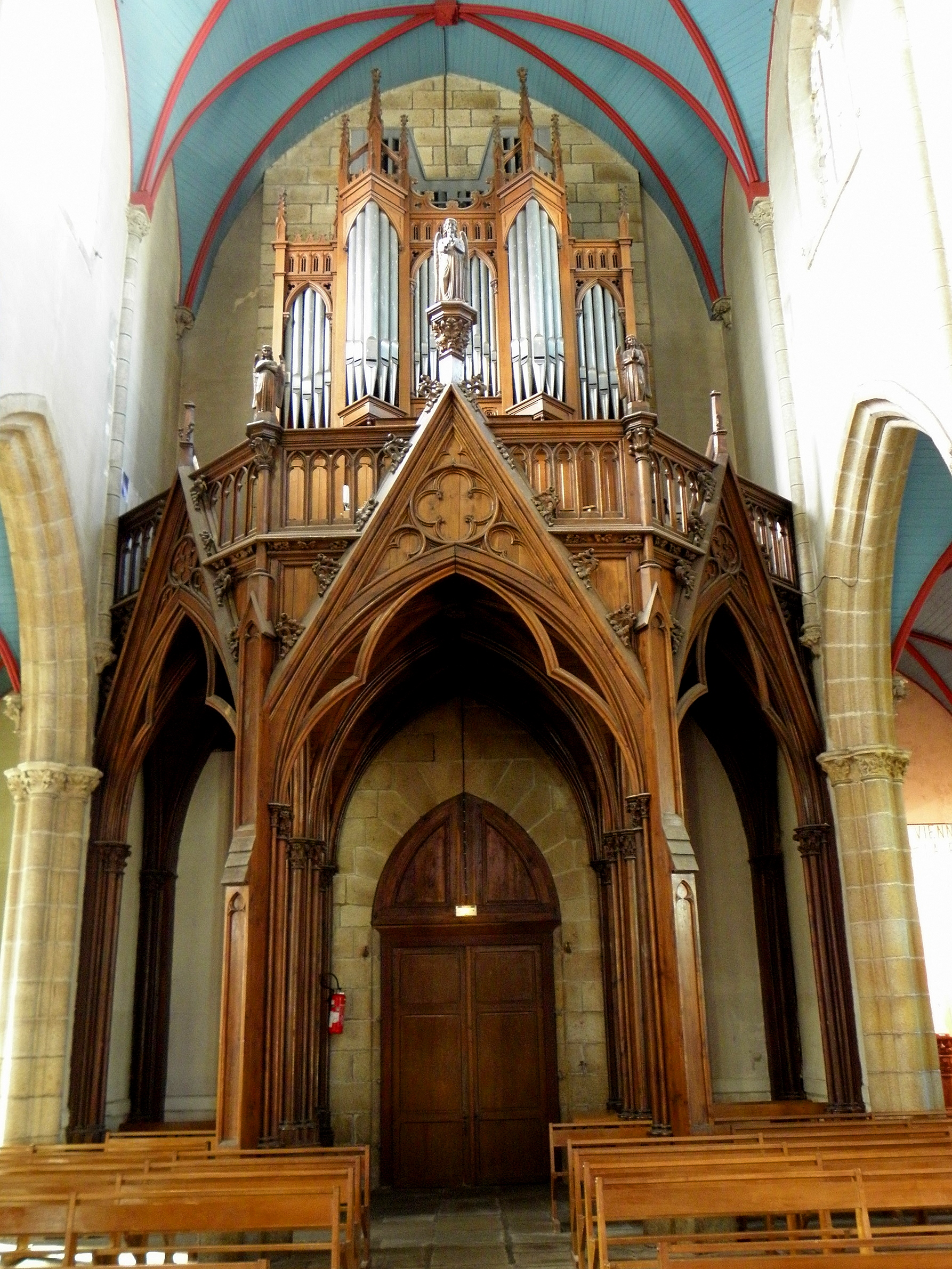
L'église paroissiale Saint-Pierre : le buffet d'orgues.
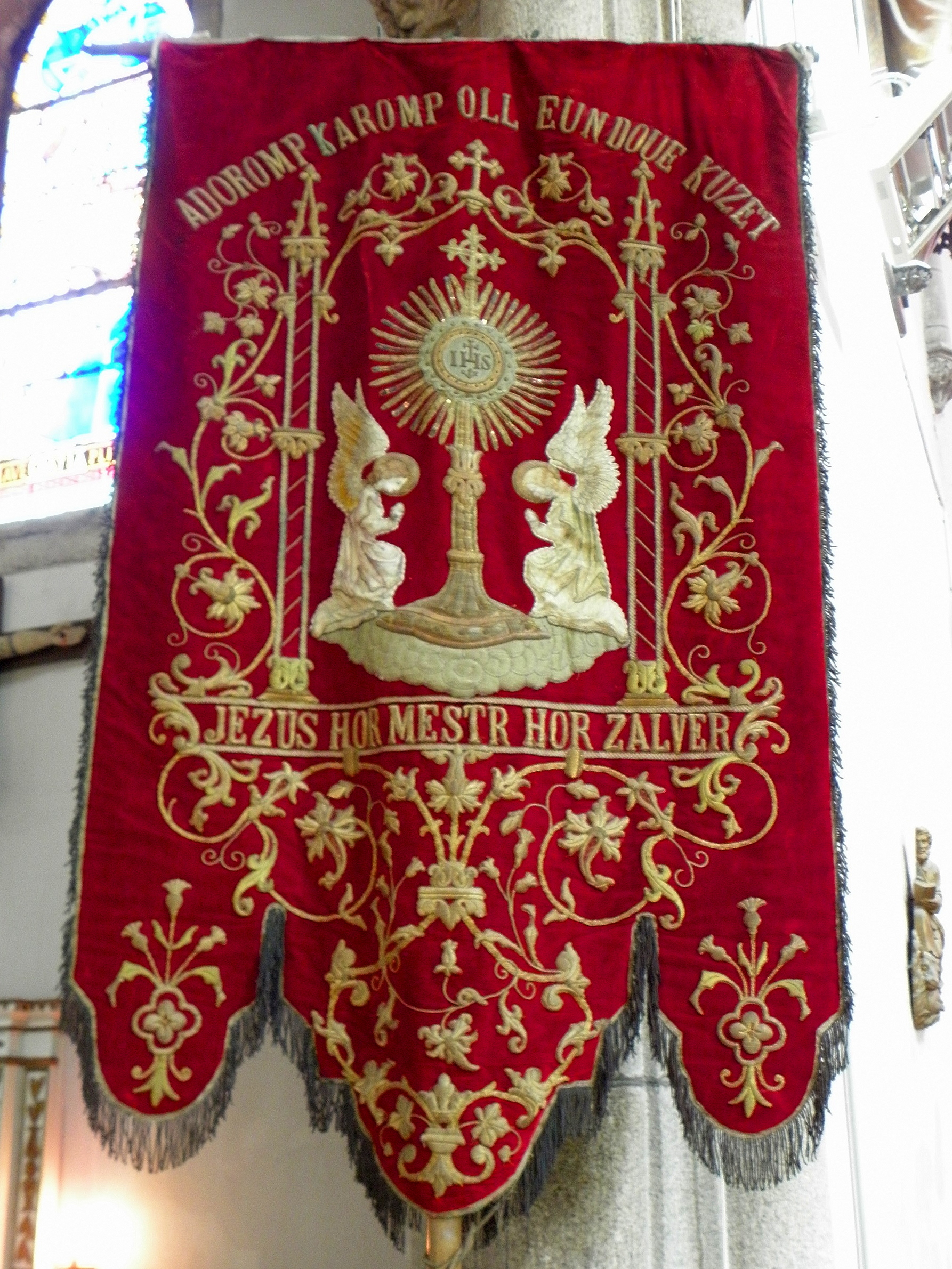
L'église paroissiale Saint-Pierre : bannière de procession (en langue bretonne)

Les chapelles
- La chapelle de Kerzéan date du XVIe siècle et est de style gothique ; elle a été remaniée au XVIIIe siècle et restaurée en 1809 et dans la décennie 1960. On remarque l'emplacement des blasons au-dessus du porche. À l'intérieur se trouve la statue de Notre-Dame de Kerzéan, classée monument historique.

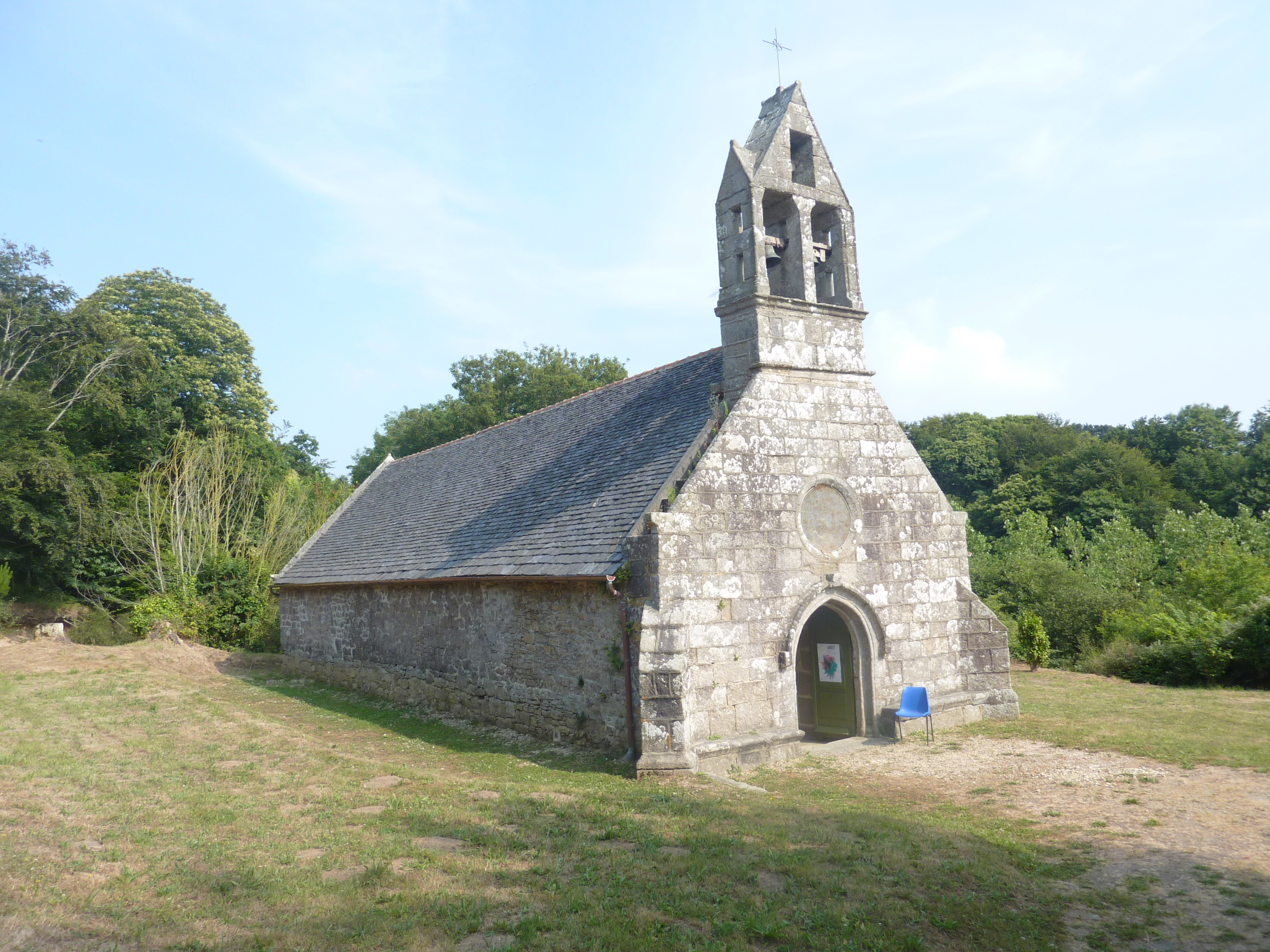
La chapelle Notre-Dame de Kerzéan, vue extérieure d'ensemble 1.
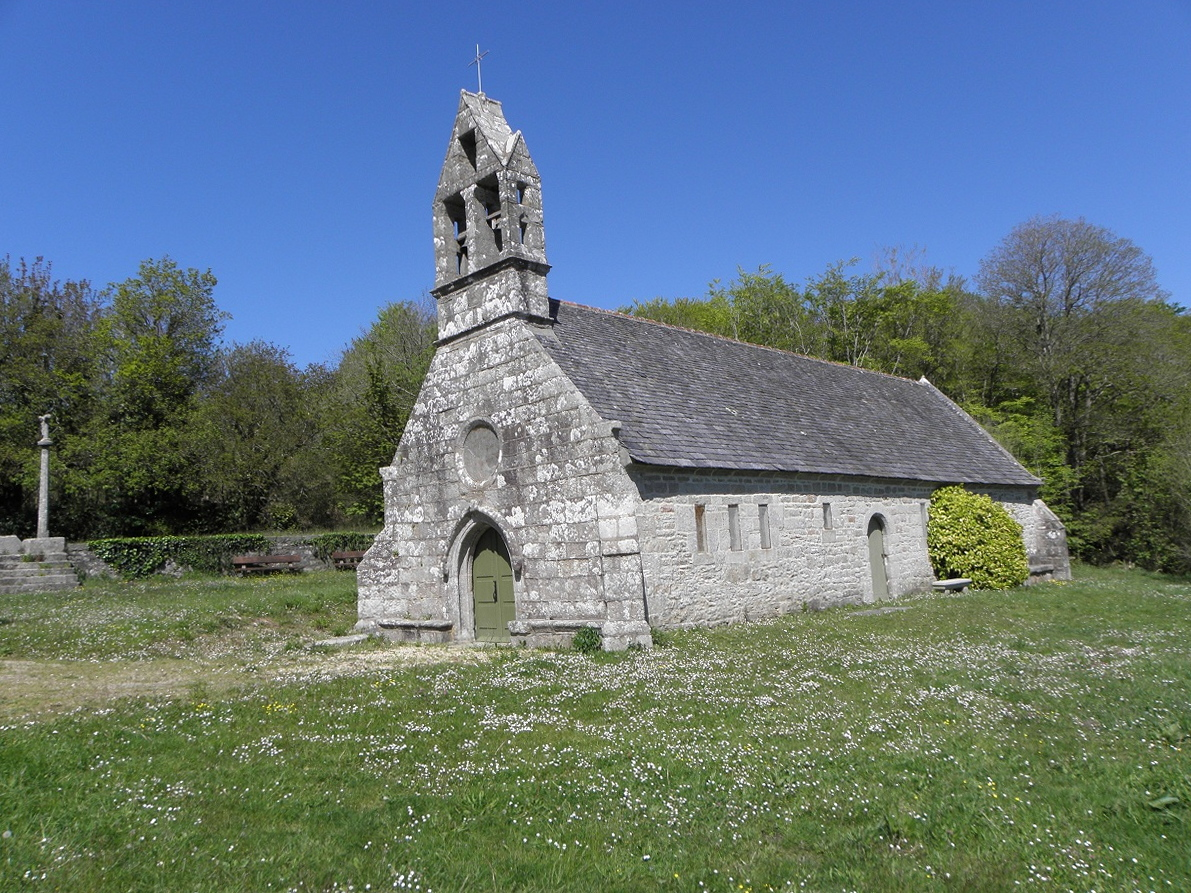
La chapelle Notre-Dame de Kerzéan, vue extérieure d'ensemble 2.
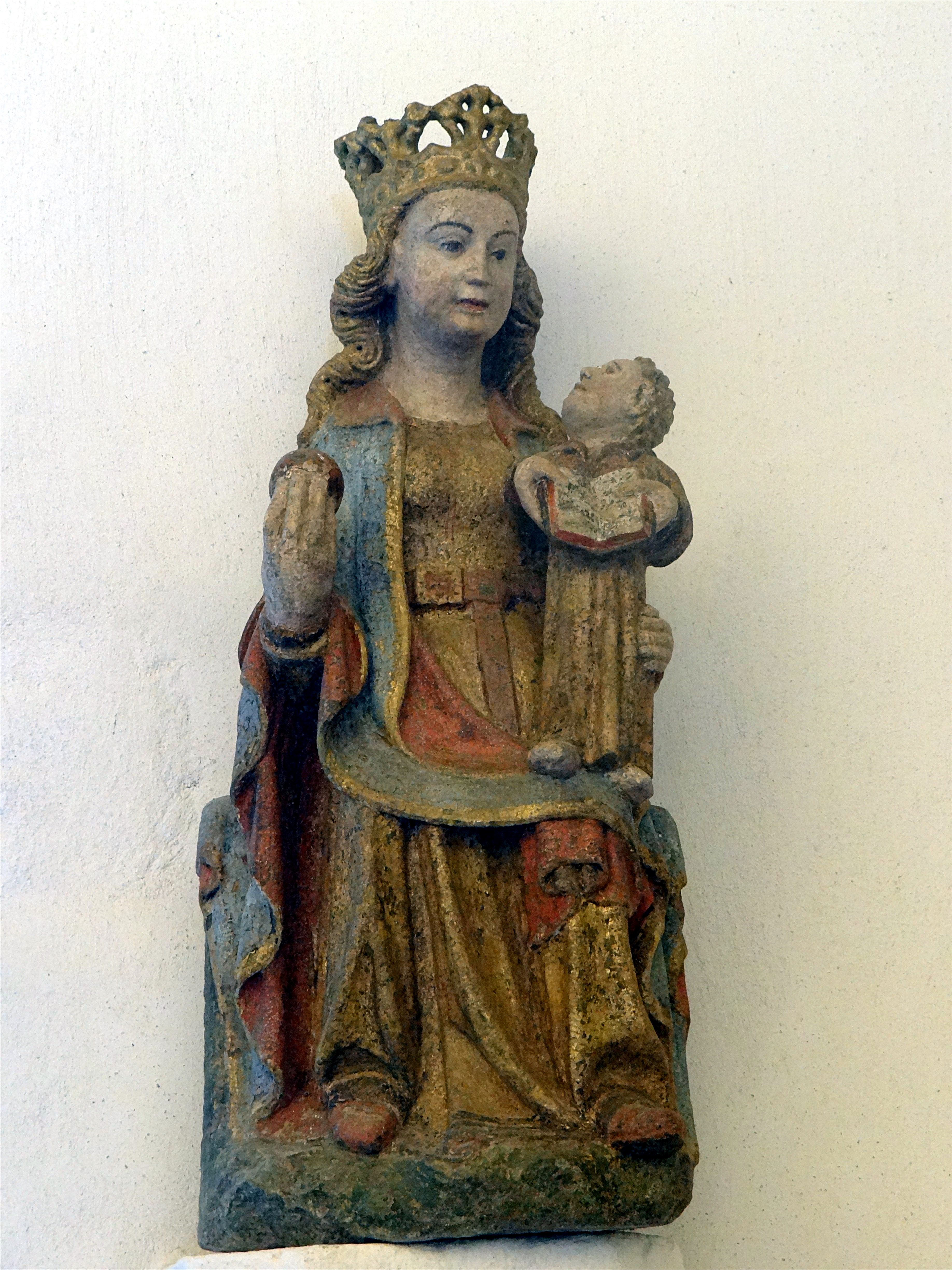
Statue en bois polychrome de Notre-Dame de Kerzéan tenant une pomme et l'Enfant Jésus en train de lire.
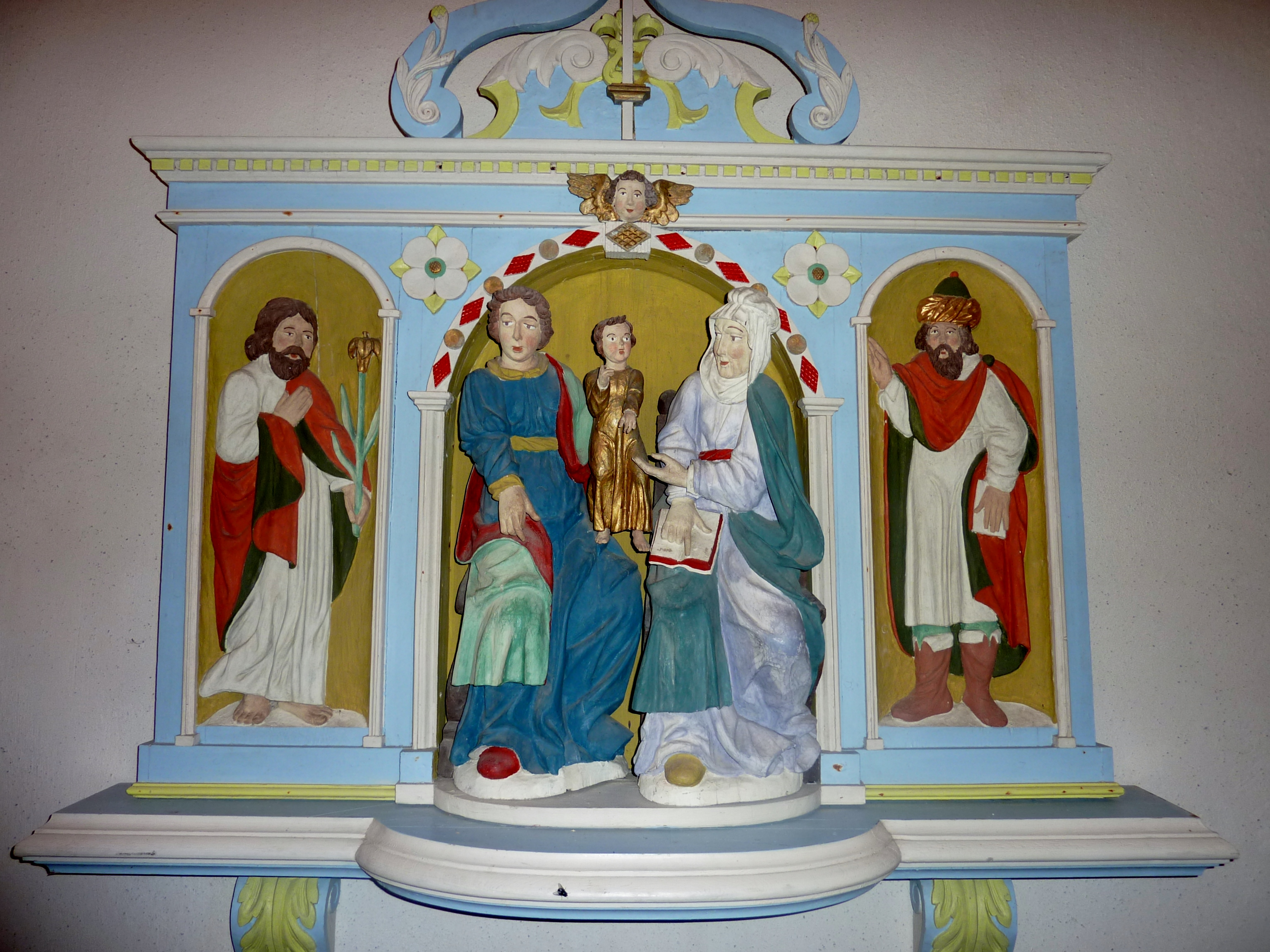
Retable en bois polychrome représentant sainte Anne, la Vierge et l'Enfant Jésus accompagnés de saint Joseph et de saint Joachim.
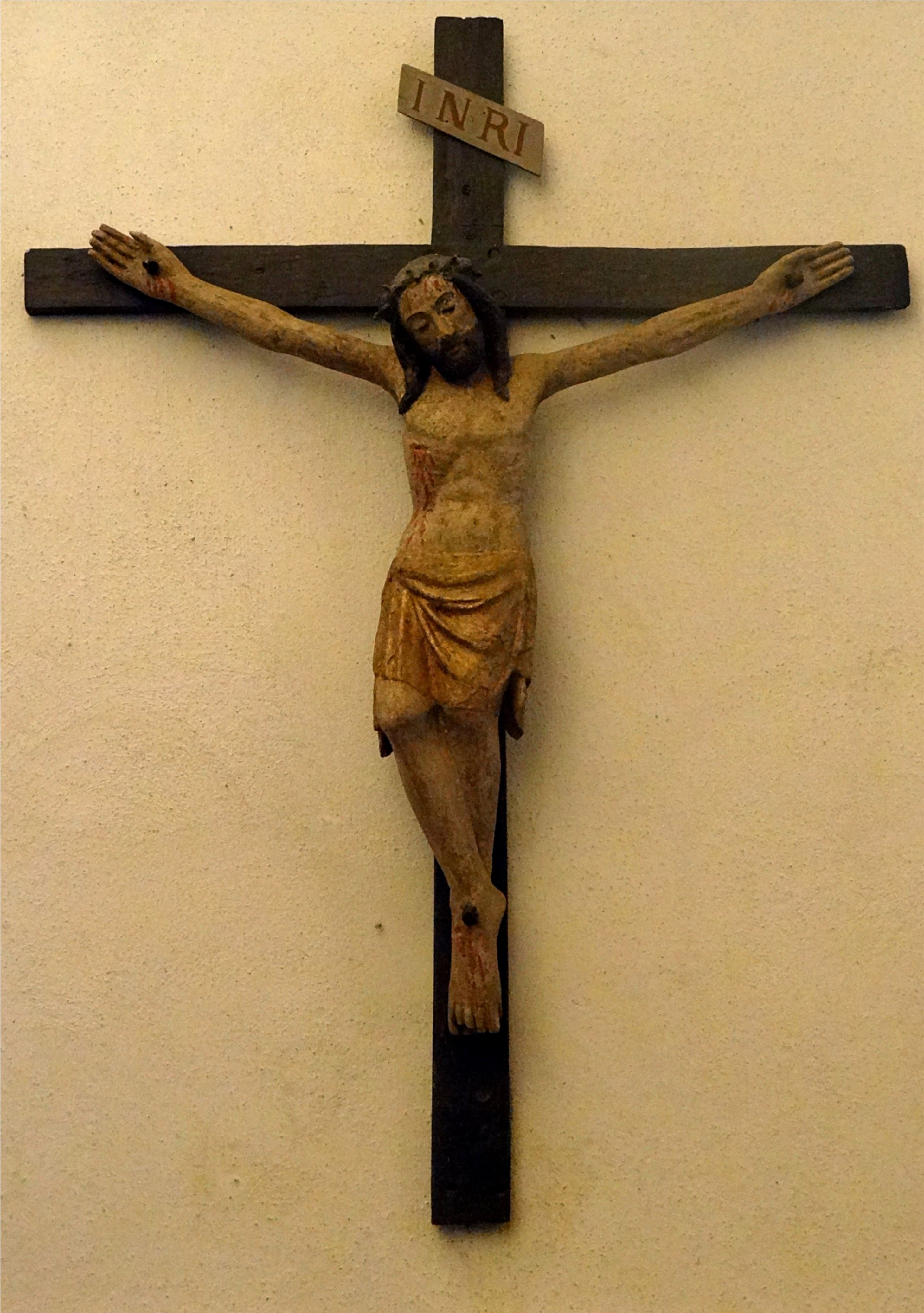
Christ en croix en bois polychrome.
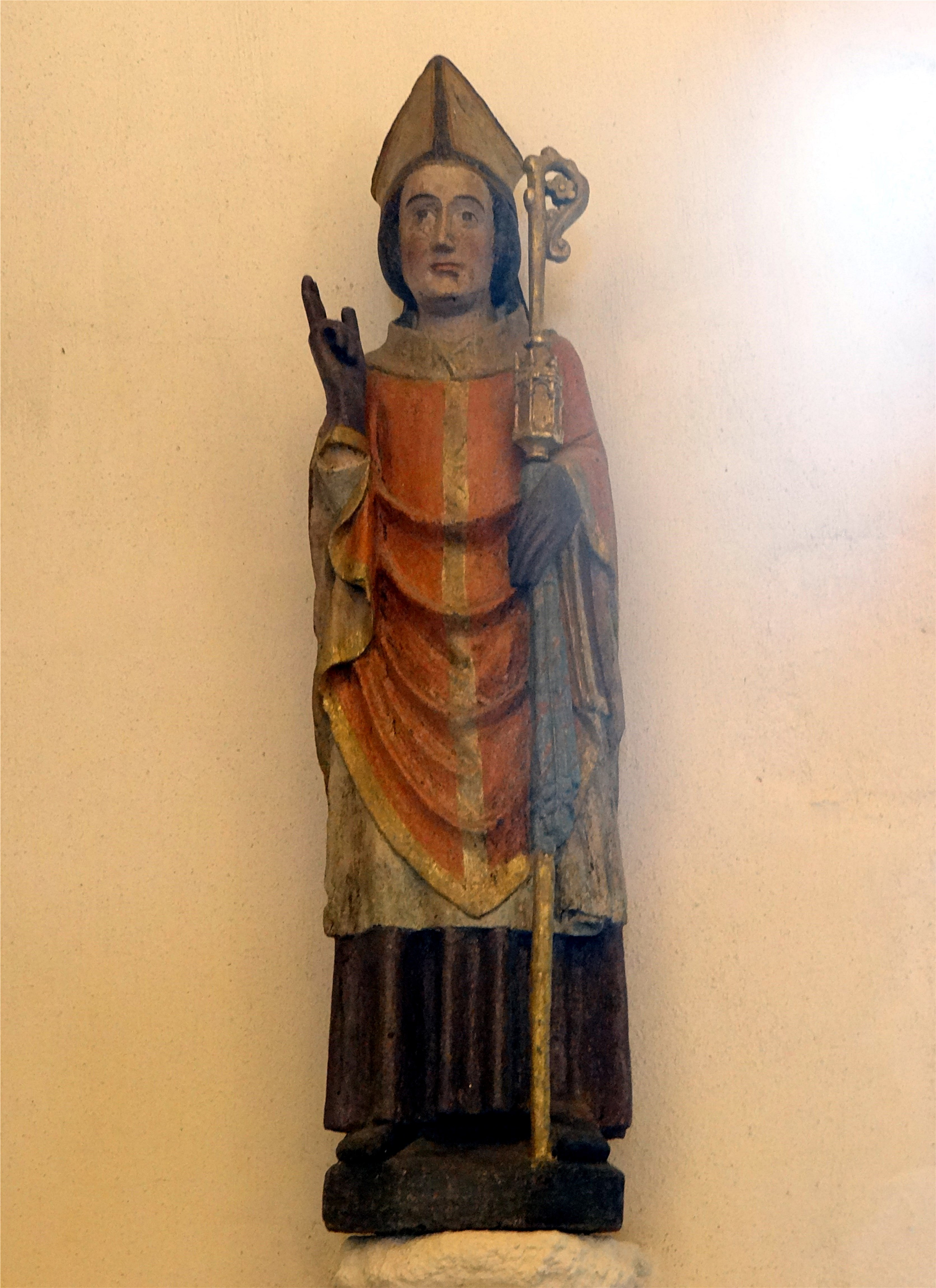
Statue de saint Éloi représenté en évêque, en bois polychrome.

- À proximité se trouve le calvaire autel de Kergoal, datant de 1667, don de riches marchands de l'époque ; il a été restauré en 1927. L'autel situé au pied du calvaire servait de reposoir lors des processions.

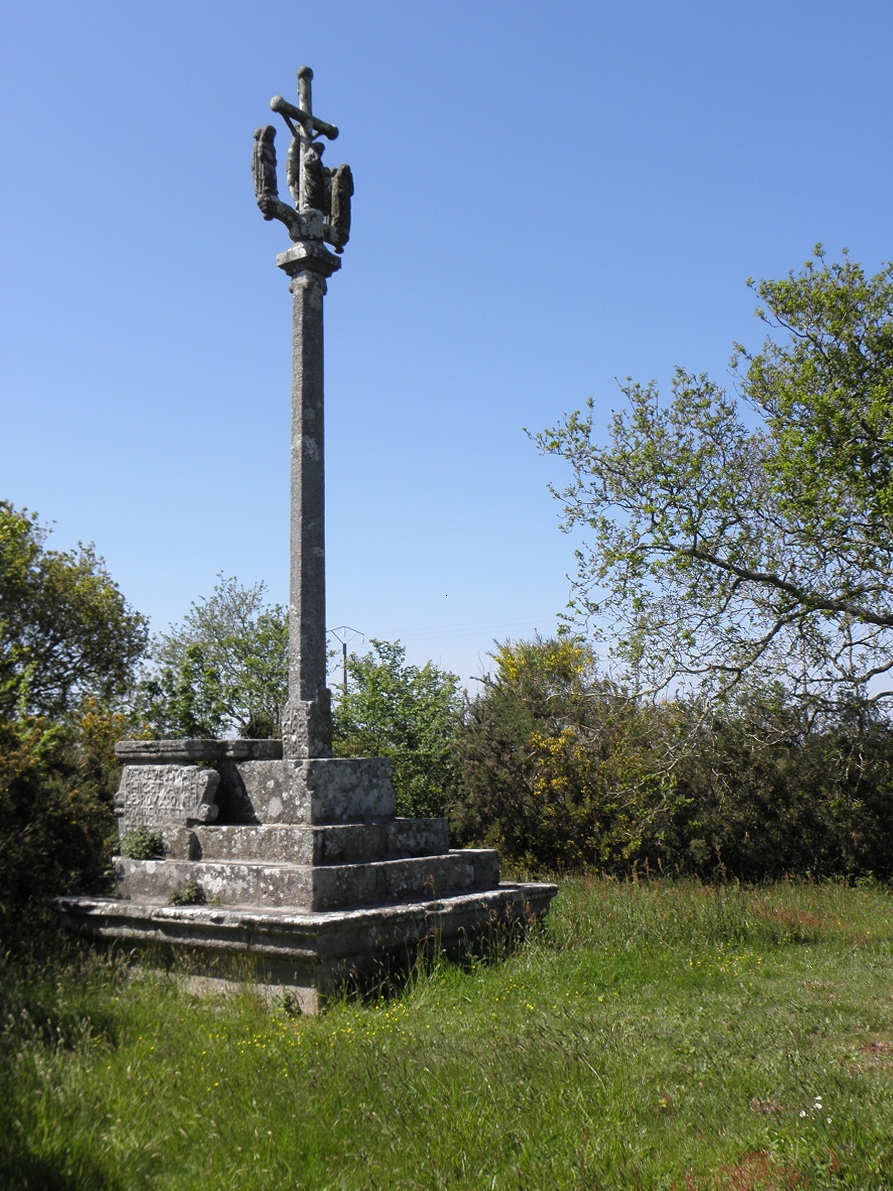
Le calvaire-autel de Kergoal, vue d'ensemble.
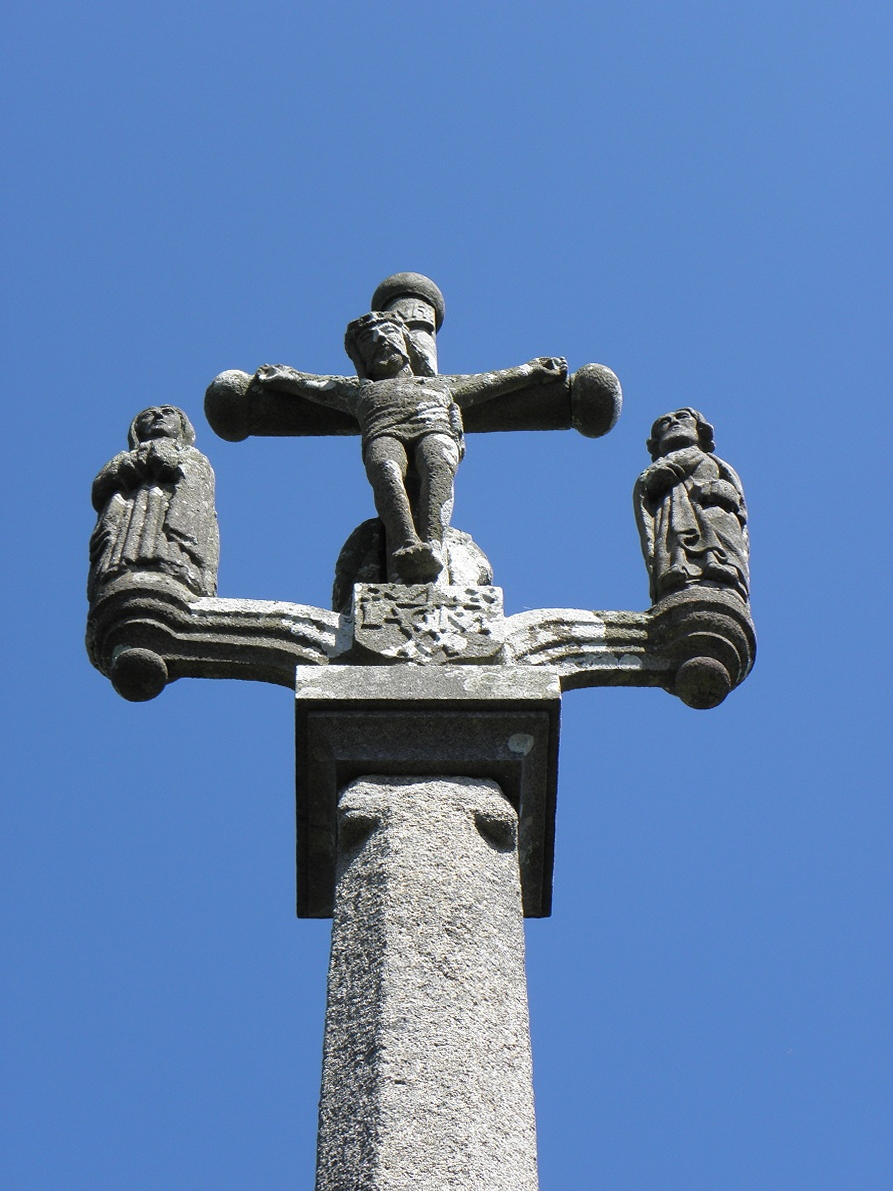
Le calvaire-autel de Kergoal, partie sommitale.
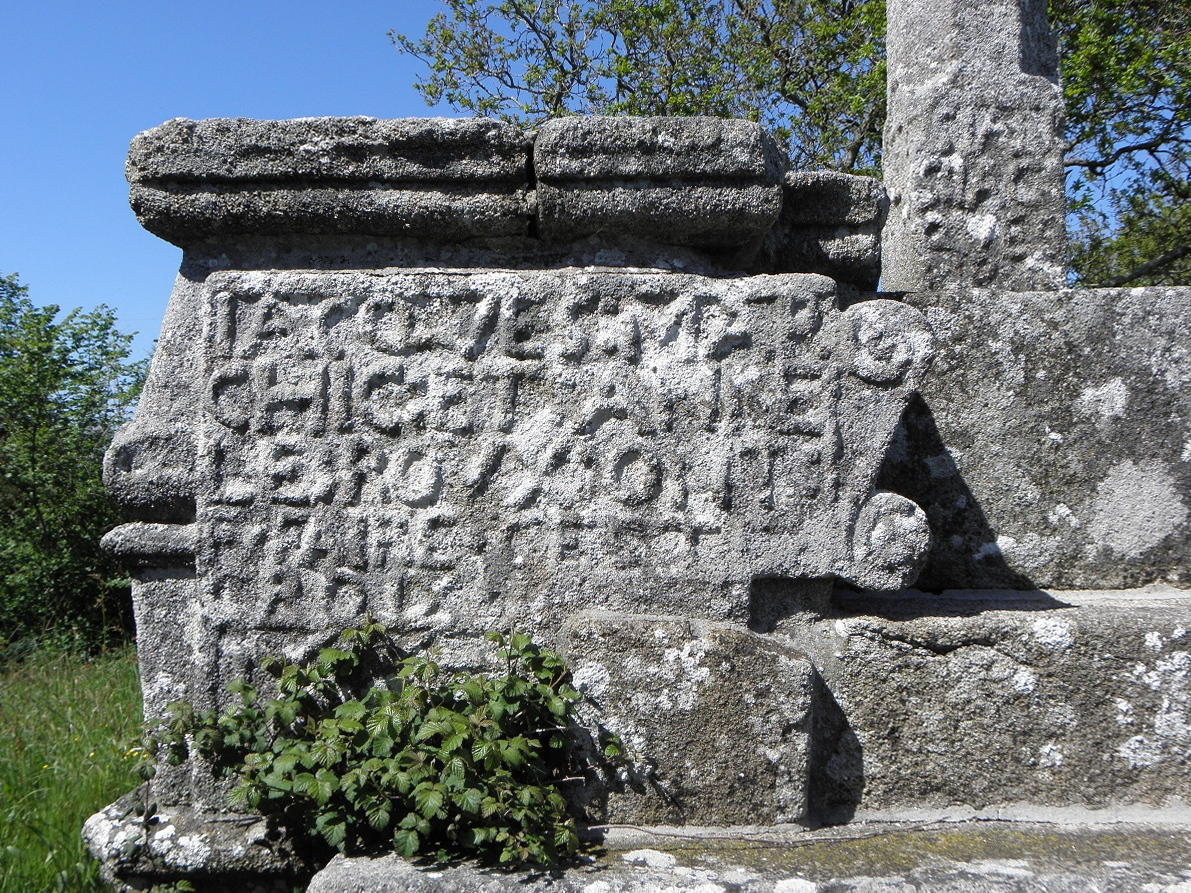
Le calvaire-autel de Kergoal, inscription placée sur son socle.

- La chapelle du Calvaire est dédiée à Notre-Dame-du-Mont-Calvaire et a été construite en 1714. Elle conserve dans une boîte à chef le crâne de Jacques Marhic, recteur de la paroisse au début du XVIIIe siècle[104].

Les croix et les calvaires
On dénombre 25 croix et calvaires dans la ville.
Le calvaire le plus ancien est celui d'Irvit (XVe siècle). Le plus récent est celui de Kergoal-Vihan (1667).

### Le patrimoine mégalithique
- Allée couverte de Guinirvit, classée au titre des monuments historiques par arrêté du 19 février 1960[105]
- Dolmen de Creach-ar-Vren, classé au titre des monuments historiques par arrêté du 15 mars 1909[106].
- Menhir d'Irvit, classé au titre des monuments historiques par arrêté du 23 février 1921[107].
- Menhir de Cam Louis, classé au titre des monuments historiques par arrêté du 15 mars 1909[108].
- Menhir de Couinandré, classé au titre des monuments historiques par décret du 4 novembre 1970[109].
- Menhir de Porz ar Stréat  et menhir de Prat Meur.

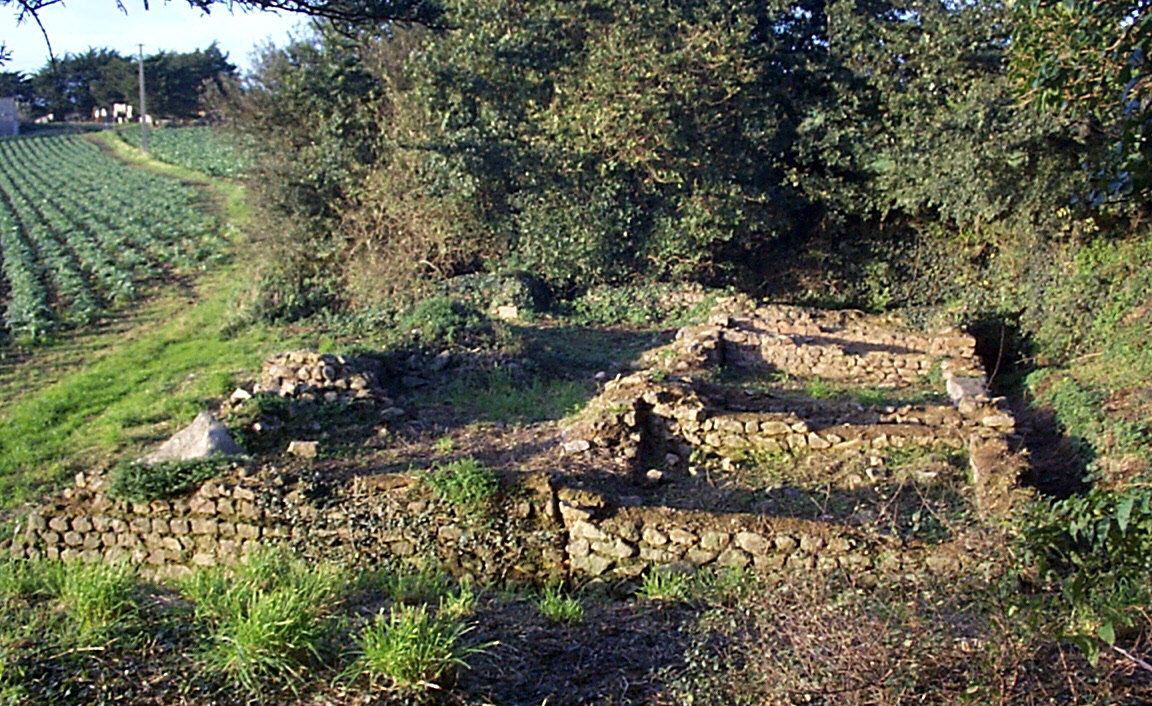
Thermes gallo-romains de Gorré Bloué.

### Le patrimoine gallo-romain
- Les stèles gauloises

Les stèles sont l'œuvre de tribus celtes datant du second âge du fer (entre moins 450 et le début de l'ère chrétienne). On distingue de types de stèles : les stèles basses de forme ovoïde comme celle de Gorré Bloué et les stèles hautes, plus nombreuses à Plouescat, qui sont généralement en colonne de 4 à 16 facettes.
- Les thermes gallo-romains

On compte le balnéum de Gorré Bloué construit vers le IVe siècle apr. J.-C. Le bâtiment mesurait à l'origine 15 m sur 13 avec 9 pièces dont les fonctions étaient bien précises (salle centrale à ciel ouvert, salle tiède, chaude et froide, chaudière, etc.).

### Le patrimoine civil et militaire

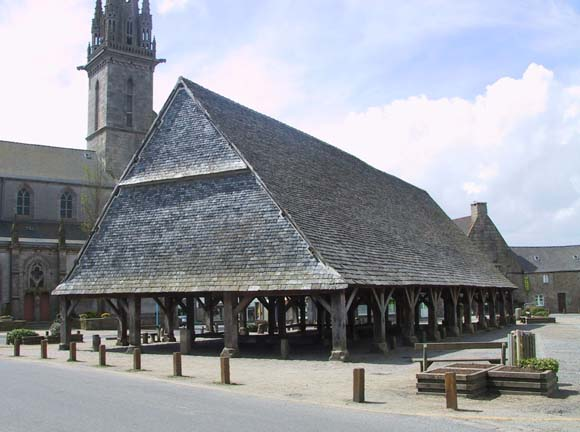
Les halles de Plouescat.

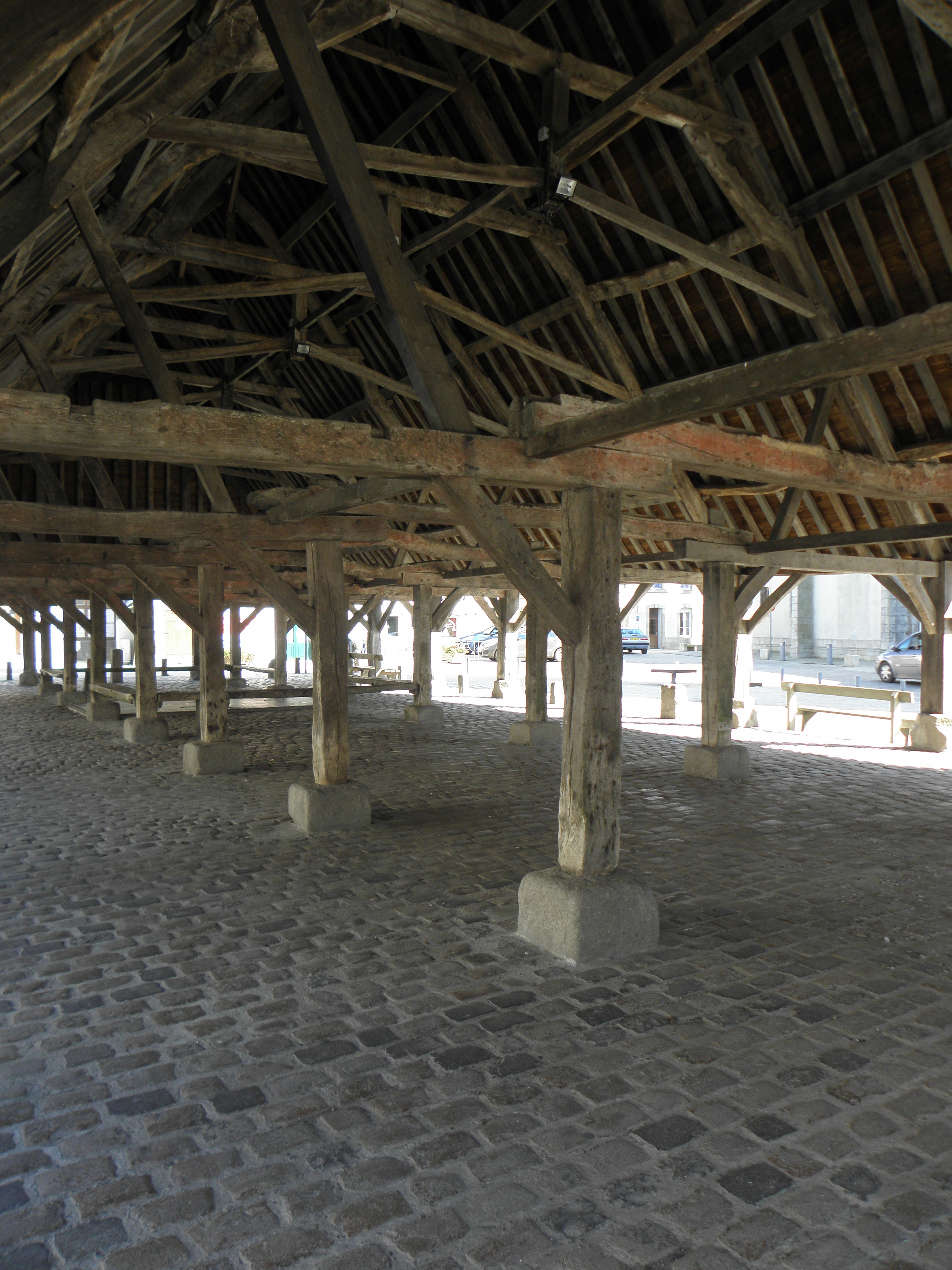
Charpente des halles

#### Les manoirs
Plouescat compte plus d'une vingtaine de manoirs.
- Le manoir de Prat-Bihan

C'est le plus imposant de la ville et on suppose qu'il a été construit par un riche marchand au XVIe siècle.
- Le manoir de Mesguen

Le bâtiment date du XVIe siècle et était la propriété de la famille nombreuse De Kersauzon.

#### Les halles
Les halles symbolisent la fonction économique de la ville (d'ailleurs la vie de la cité se concentrait autour de celles-ci). Elles datent du début du XVIe siècle et sont depuis 1915 classées Monument Historique.

#### La poudrière de Saint-Eden
Le magasin à poudre de Saint-Eden a été construit au XVIIIe siècle et faisait partie d'un ensemble fortifié comprenant deux batteries, un corps de garde et une guérite.

#### Les fours à goémon
Il existe 2 fours à goémon sur la commune (près du rocher Roch Men Goubars et près du menhir de Cam Louis).
Ce sont des tranchées d'une dizaine de mètres creusées dans le sol datant du XXe siècle, avec des parois et un fond tapissés de pierres plates assemblées. Les fours à goémon servaient à extraire le carbonate de sodium par brûlage du goémon séché.